# 過去に存在したイトーヨーカ堂の店舗
過去に存在したイトーヨーカ堂の店舗（かこにそんざいしたイトーヨーカどうのてんぽ）では、過去にイトーヨーカドーとして営業していた店舗の一覧を記載する。また、計画があったが実現しなかった店舗についても記述する。
過去に存在した「イトーヨーカドー丸大」の店舗については「丸大 (新潟県)#イトーヨーカドー丸大」を参照。
×は建物が解体された店舗。

## 他のセブン&アイグループのブランドに転換された店舗

### 「ザ・プライス」に転換した後、閉店した店舗

#### 北海道
- （初代）琴似店（札幌市西区琴似2条1丁目[1]）
  - イトーヨーカドー（1976年（昭和51年）7月開店[2] - ?）
  - イトーヨーカドー専門店館（1993年（平成5年）12月開店 - ?）
  - ザ・プライス（? - 2003年（平成15年）8月31日閉店[3]）
    - イトーヨーカドー時代の売場面積約7,894m2[1]。
    - 近隣の琴似駅南口に1993年（平成5年）10月1日に開店した「ジョイフルプラザ」の核店舗であるエスパ琴似店が[4]、2001年にイトーヨーカドー琴似店に転換している（後述）。
    - イトーヨーカドーが同建物の運営から撤退してからは、2004年に商業ビル「5588KOTONI」として開業したものの、これも2025年6月末に閉店し建物も解体される予定である[5]。

#### 東京都

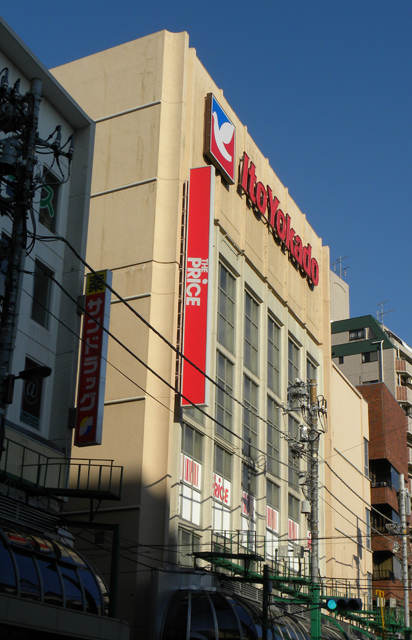
閉鎖前のザ・プライス千住店外観。イトーヨーカドーの看板も残っている

- （初代）赤羽店（北区赤羽1-19-12[6]（旧・赤羽町1-237[7]））
  - 1961年（昭和36年）11月7日開店[8] - 1995年（平成7年）閉店[要出典]
  - 売場面積約1,391m2[2]。
  - 1983年（昭和58年）7月2日に「ザ・プライス」1号店として業態転換[9]。

- 滝山店×（東久留米市滝山4-13-10[10]）
  - イトーヨーカドー（1980年（昭和55年）2月開店[10] - 2009年（平成21年）7月12日閉店[要出典]）
  - ザ・プライス（2009年（平成21年）7月17日転換 - 2018年（平成30年）2月25日閉店[要出典]）
  - 売場面積約4,964m2[10]、駐車台数約170台[11]。
  - 滝山団地の近隣に出店していた[11]。

#### 埼玉県
- 蕨店×（蕨市塚越1-7−9[12]）
  - イトーヨーカドー（1970年（昭和45年）6月20日開店[13] - 2009年（平成21年）4月12日閉店[要出典]
  - ザ・プライス（2009年（平成21年）4月17日変更[要出典] - 2016年（平成28年）10月閉店[14]）
    - 敷地面積約4,000m2[13]、鉄筋コンクリート造地上5階建て[13]、延べ床面積約9,200m2[13]、店舗面積約5,834m2[13]（直営店舗面積約3,882m2[13]）、駐車台数約250台[13]。
    - ザ・プライスの売場面積約6,780m2。
    - 店舗跡には2018年（平成30年）6月27日にライフ蕨駅前店が開店した。[要出典]

- 東松山店×（東松山市箭弓町1-15-13[15]）
  - イトーヨーカドー（1977年（昭和52年）3月開店[16] - 2009年（平成21年）4月19日閉店）[要出典]
  - ザ・プライス（2009年（平成21年）4月24日変更[広報 1] - 2016年（平成28年）10月閉店[14]）
  - 延床面積約20,870m2[17]、売場面積約3,017m2[15] → 約7,748m2[16]
  - ザ・プライスの売場面積約6,780m2[広報 1]。

- 川口駅前店×（川口市栄町3-14-15[18]）
  - イトーヨーカドー（1970年（昭和45年）12月5日開店[19] - 2008年11月（平成20年）閉店）
  - ザ・プライス（2008年（平成20年）11月14日変更[広報 1] - 2019年（令和元年）5月19日閉店[20]）
    - ヨークショッピングスクエア川口店として開店[19]。
    - 売場面積約7,263m2[18][16] → 「ザ・プライス」の売場面積約1,590m2[広報 1]。
    - アリオ川口店と自社競合していたが、こちらは食品館と専門店中心だった。

- 西川口店（川口市西川口2-3-5[21]）
  - （初代）イトーヨーカドー×（1974年（昭和49年）5月9日開店[22] - 2009年（平成21年）3月22日閉店）
    - 売場面積約4,959m2[21] → 約6,266m2[16]

  - ザ・プライス×（2009年（平成21年）3月26日変更[広報 1] - 2019年（令和元年）5月20日閉店[20]）
    - 売場面積約1,580m2[広報 1]。

  - （二代目）イトーヨーカドー（2020年（令和2年）12月3日開店[広報 2] - 2025年（令和7年）2月24日閉店[23][24]）
    - 延床面積約1,758m2[広報 2]、売場面積約1,329m2[広報 2]。
    - 2020年12月3日、跡地にホームズ西川口店がオープン（同店内にイトーヨーカドー西川口店が出店）[広報 2]。

#### 神奈川県

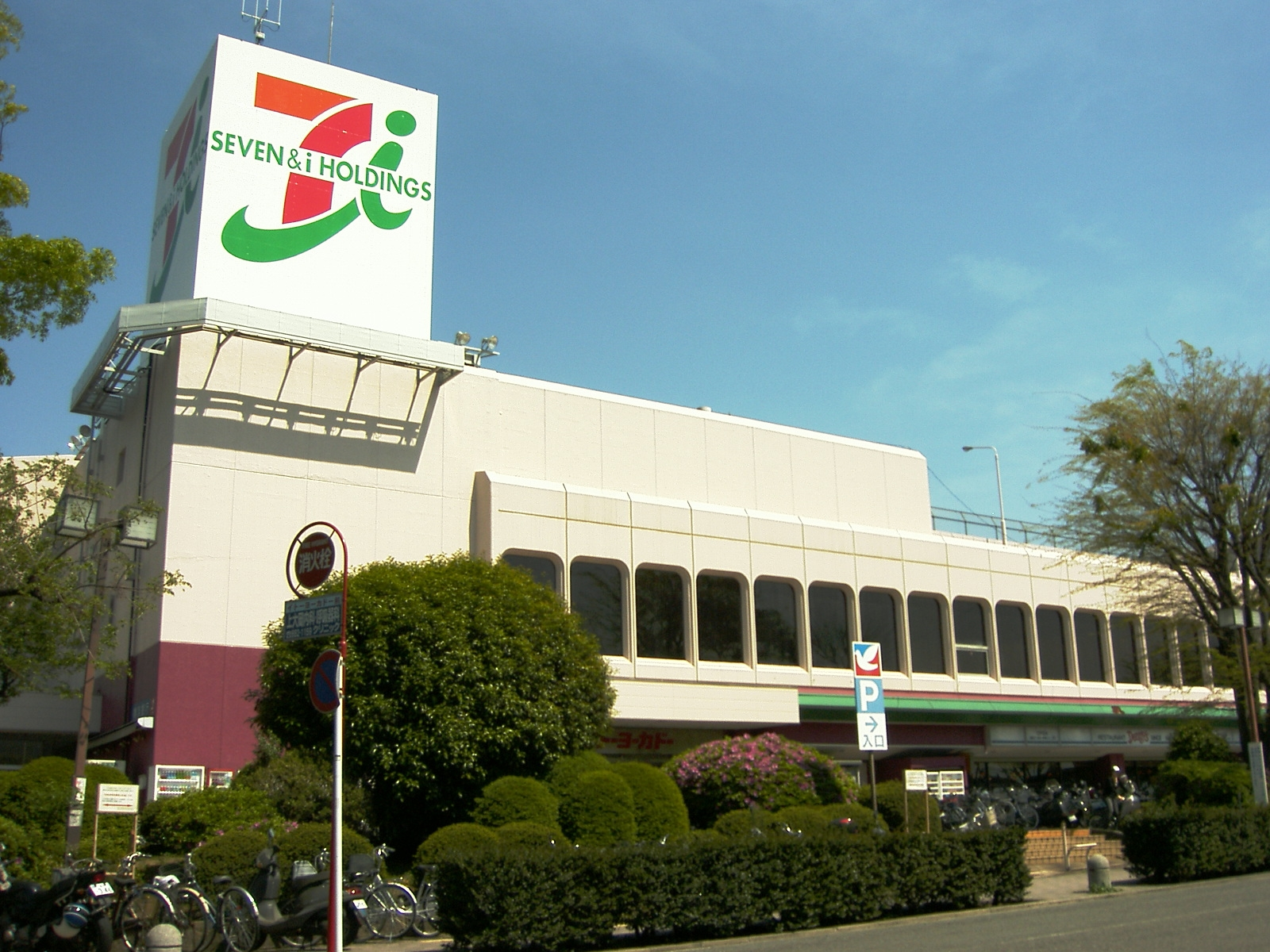
上大岡店（2007年10月）

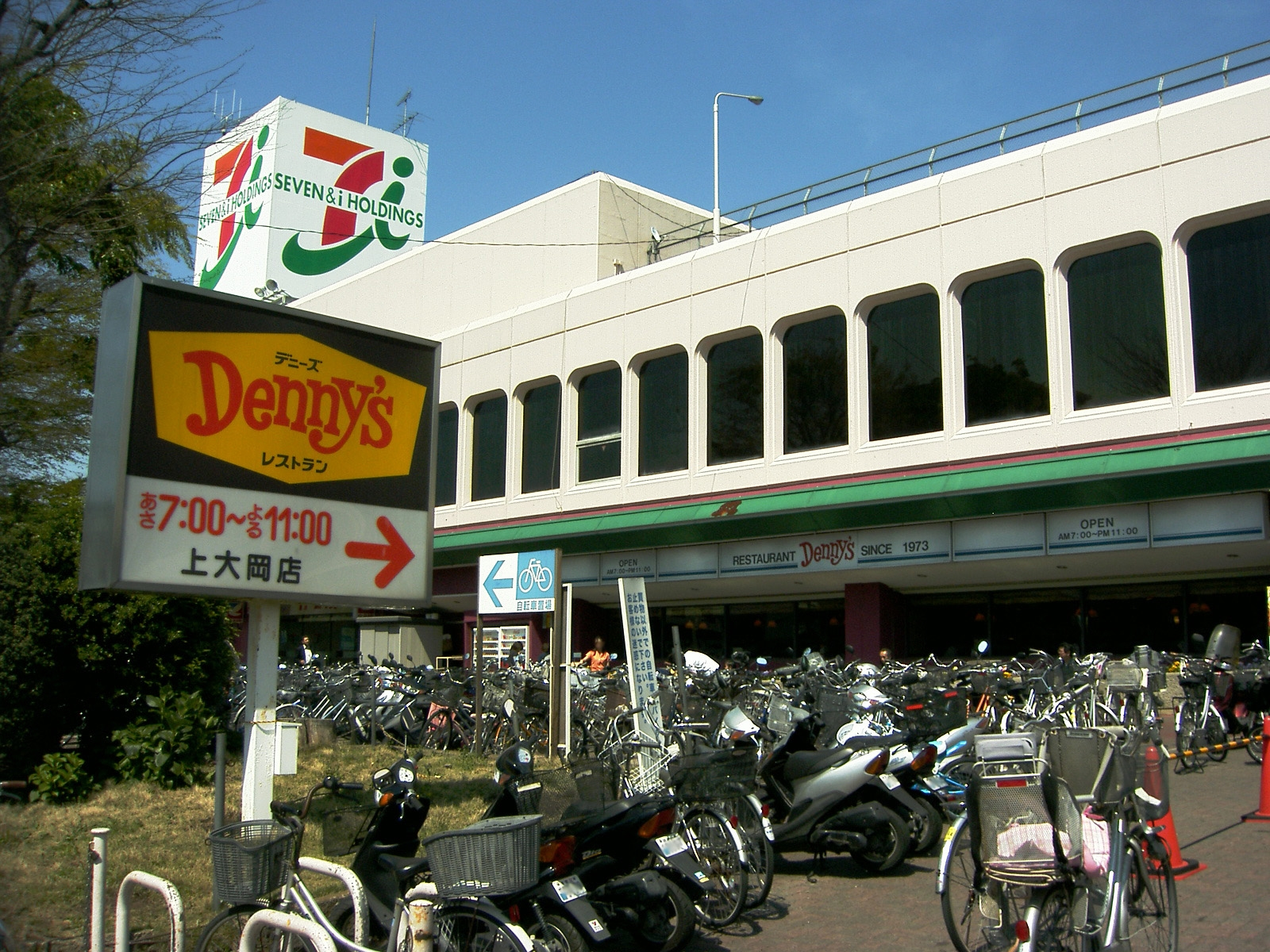
デニーズ上大岡店 （1号店）

- 鶴ヶ峰店（横浜市旭区鶴ケ峰1-7-10[広報 1]）
  - イトーヨーカドー（1984年（昭和59年）3月開店[25][26]、2009年（平成21年）6月14日閉店[広報 1]）
  - ザ・プライス（2009年（平成21年）6月19日転換[広報 1] - 2014年（平成26年）2月23日閉店）
    - 売場面積約5,452m2[27] → 「ザ・プライス」の売場面積約5,400m2[広報 1]。
    - 2014年（平成26年）2月23日をもって完全閉店[広報 3]。

### ヨークに譲渡された店舗
一旦イトーヨーカ堂内で別業態に変更した店舗のうち、2020年（令和2年）6月1日にイトーヨーカ堂からヨークに譲渡された店舗。譲渡ののち、6月5日に店舗ブランド名を変更した。

#### ザ・プライス→ヨークプライス
イトーヨーカ堂内で「ザ・プライス」の業態で営業していた4店舗が、2020年（令和2年）6月のヨークへの譲渡に伴い「ヨークプライス」として営業している。

##### 東京都
- 西新井店（足立区興野町1-12-7[7][18]）
  - イトーヨーカドー（1968年（昭和43年）6月26日開店[30] - 、2008年（平成20年）8月24日閉店）
  - 商店街から路地を入った場所にあった工場跡地に建てられた2階建ての店舗だった[30]。
  - 開業時には、1階が食品や家電などで、2階が衣料品と雑貨という売り場構成だった[30]。
  - ザ・プライス（2009年（平成21年）8月29日変更[31] - 2020年（令和2年）5月31日変更[28]）
  - ヨークプライス（2020年（令和2年）6月5日 - [広報 4][32]）
    - 新生「ザ・プライス」の一号店[広報 1]。
    - アリオ西新井開業後は自社競合していた。
    - 延床面積約4,545m2[17]、店舗面積約3,115m2[18]→「ザ・プライス」の売場面積約3,300m2[広報 1]。

##### 神奈川県
- 湘南台店（藤沢市湘南台7-36-1[広報 5]）
  - ザ・プライス（2013年（平成25年）3月7日開店[広報 5] - 2020年（令和2年）5月31日変更[28]）
  - ヨークプライス（2020年（令和2年）6月5日 - [広報 4][32]）
    - 売場面積約1,100m2[広報 5]。

##### 千葉県
- 野田店（野田市野田721[33]）
  - イトーヨーカドー×（1970年（昭和45年）7月4日開店[33][34] - 2003年（平成15年）6月15日閉店[35]）
    - 敷地面積約13,000m2[33]、鉄筋コンクリート造地上3階建て[33]、延べ床面積約11,900m2[33]、店舗面積約7,104m2[33]（直営店舗面積約5,246m2[33]）、駐車台数約250台[33]。
      - イトーヨーカドーの開業時点では1フロアの店舗面積が日本のスーパーでは最大であった[34]。

  - ザ・プライス（2013年（平成25年）12月4日開店[広報 6][36] - 2020年（令和2年）5月31日変更[28]）
  - ヨークプライス（2020年（令和2年）6月5日 - [広報 4][32]）
    - 売場面積約2,082m2[広報 6][36]。

- 五香店（松戸市常盤平5-22-3[18]）
  - イトーヨーカドー（1972年11月23日開店[37] - 2009年（平成21年）3月23日閉店[38]）
  - ザ・プライス（2009年（平成21年）3月28日変更[38] - 2020年（令和2年）5月31日[28]）
  - ヨークプライス（2020年（令和2年）6月5日 - [広報 4][32]）
    - 売場面積約8,580m2[37] → 約6,409m2[18] → 「ザ・プライス」の売場面積約5,410m2[39][広報 1]。

#### イトーヨーカドー食品館→ヨークフーズ
2020年（令和2年）6月1日のヨークへの譲渡前に「イトーヨーカドー食品館」として営業していた店舗が「ヨークフーズ」として現在も営業している。
なお、イトーヨーカドー食品館時代を経ずにヨークフーズの屋号を冠している店舗、現在もヨークに譲渡されず「イトーヨーカドー食品館」として営業している店舗（食品館おおたかの森店など）もある。

##### 東京都

###### 足立区
- 千住店（足立区千住3-2[6]）
  - イトーヨーカドー×（1945年（昭和20年）12月開店[2] - 2009年（平成21年）7月20日閉店）
  - ザ・プライス×（2009年（平成21年）7月25日開店[広報 8] - 2016年（平成28年）4月10日閉店）
  - イトーヨーカドー食品館（2019年（平成31年）3月15日開店[広報 9] - 2020年（令和2年）5月31日変更[28]）
  - ヨークフーズ（2020年（令和2年）6月5日 - [広報 4][32]）
    - 延床面積約6,594m2[17]、店舗面積約4,474m2[6] → 約4,351m2[40]。直営店舗面積約4,184m2[17]。
    - 2009年（平成21年）にザ・プライスへ転換するも、イトーヨーカドー第1号店ということで転換後もイトーヨーカドーの看板が残っていた。[要出典]
    - 2016年（平成28年）4月10日建物の老朽化のため閉店。
    - 建物は取り壊され、三井不動産レジデンシャルが分譲マンション「パークホームズ北千住アドーア」を整備し、同マンションの1・2階テナントとして「イトーヨーカドー食品館 千住店」が2019年（平成31年）3月15日開店した[41]。
- 梅島店（足立区梅島2-31-26[広報 10]）
  - イトーヨーカドー食品館（2016年（平成28年）12月2日開店[広報 10] - 2020年（令和2年）5月31日変更[28]）
  - ヨークフーズ（2020年（令和2年）6月5日 - [広報 4][32]）
    - 売場面積約1,785m2[広報 10]。
    - ニトリ環七梅島店の1階部分に出店。

###### 葛飾区
- 立石店（葛飾区立石1-18-3[7]）
  - イトーヨーカドー（1963年（昭和38年）6月30日開店[42] - ?）
  - イトーヨーカドー食品館（? - 2020年（令和2年）5月31日変更[28]）
  - ヨークフーズ（2020年（令和2年）6月5日 - [広報 4][32]）
  - 店舗面積約1,190m2[42]。

###### 荒川区
- 三ノ輪店（荒川区南千住1-9-1[18][広報 11]）
  - イトーヨーカドー×（1968年（昭和43年）6月14日開店[43] - 2015年（平成27年）4月5日閉店[要出典]）
    - 延床面積約5,281m2[17]、売場面積約3,363m2[18]。

  - イトーヨーカドー食品館（2016年（平成28年）4月22日開店[広報 11][44] - 2020年（令和2年）5月31日変更[28]）
  - ヨークフーズ（2020年（令和2年）6月5日 - [広報 4][32]）
    - 売場面積約983m2[広報 11]。

###### 杉並区
- 阿佐谷店（杉並区阿佐谷北2-13-2[広報 11]）
  - イトーヨーカドー食品館（2010年（平成22年）10月1日開店[広報 11] - 2020年（令和2年）5月31日変更[28]）
  - ヨークフーズ（2020年（令和2年）6月5日 - [広報 4][32]）
    - 売場面積約965m2[広報 11]。

###### 練馬区
- 練馬高野台店（練馬区高野台1-7-27[広報 12]）
  - イトーヨーカドー食品館（2012年（平成24年）6月28日開店[広報 12] - 2020年（令和2年）5月31日変更[28]）
  - ヨークフーズ（2020年（令和2年）6月5日 - [広報 4][32]）
    - 売場面積約846m2[広報 12]
    - 駅ナカ商業施設に都市型小型スーパーとして出店した[広報 12]。

###### 新宿区
- 早稲田店（新宿区早稲田町74[広報 13]）
  - イトーヨーカドー食品館（2012年（平成24年）8月17日開店[広報 13] - 2020年5月31日変更[28]）
  - ヨークフーズ（2020年（令和2年）6月5日 - [広報 4][32]）
    - 売場面積約695m2[広報 13]。
- 新宿富久店（新宿区富久町17-2[広報 14]）
  - イトーヨーカドー食品館（2015年（平成27年）9月25日開店[広報 14] - 2020年（令和2年）5月31日変更[28]）
  - ヨークフーズ（2020年（令和2年）6月17日 - [広報 4][32]）
    - 売場面積約2,851m2[広報 14]（直営売場面積約1,956m2[広報 14]）

###### 北区
- 王子店（北区王子1-23-5[広報 15]）
  - イトーヨーカドー食品館（2013年（平成25年）7月19日開店[広報 15] - 2020年5月31日変更[28]）
  - ヨークフーズ（2020年（令和2年）6月5日 - [広報 4][32]）
    - 売場面積約815.5m2[広報 15]

- 石神井公園店（練馬区石神井町3-23-15[広報 16]）
  - イトーヨーカドー食品館（2013年（平成25年）10月2日開店[広報 16] - 2020年（令和2年）5月31日変更[28]）
  - ヨークフーズ（2020年（令和2年）6月5日 - [広報 4][32]）

###### 中野区
- 中野店（中野区中野4-3-1[広報 17]）
  - イトーヨーカドー食品館（2014年（平成26年）10月3日開店[広報 17] - 2020年（令和2年）5月31日変更[28]）
    - 売場面積約1,520m2[広報 17]。

  - ヨークフーズ（2020年（令和2年）6月5日 - [広報 4][32]）
    - 2022年10月21日、シェルガーデンとのコラボ業態店舗「ヨークフーズ with ザ・ガーデン自由が丘」としてリニューアル[広報 18]。売場面積約1,145m2[広報 18]。

##### 神奈川県

###### 横浜市
- 上大岡店（横浜市港南区上大岡3-9-1[21]）
  - イトーヨーカドー×（1974年（昭和49年）4月27日開店[22] - 2017年（平成29年）3月20日閉店[45]）
    - 上大岡店1階には1974年の開業時より、日本におけるデニーズの1号店が出店していた。なお、デニーズジャパンはイトーヨーカドーにより設立された[46]（デニーズも参照）。上大岡店の閉店に伴い、1号店であったデニーズも同時に閉店した[47]。
    - 上大岡店の近隣の約1km北には1999年（平成11年）に開店した横浜別所店があり、上大岡店自体の建物の老朽化も閉店の理由と見られる。閉店予定の発表に伴い、閉店セールが同年2月1日より実施された[46]。

  - イトーヨーカドー食品館（2019年（平成31年）4月12日開店[広報 19][47] - 2020年（令和2年）5月31日変更[28]）
  - ヨークフーズ（2020年（令和2年）6月5日 - [広報 4][32]）
    - 延床面積約9,387m2[広報 19]、売場面積約5,405m2[広報 19]（直営売場面積約2,607m2[広報 19]）
    - 閉店後建物は取り壊され、敷地の北側に「イトーヨーカドー食品館上大岡店」として2019年（平成31年）4月12日に再開業し[広報 19][47]、その後「ヨークフーズ上大岡店」となった[広報 4][32]。南側にはマンションが建設されたが、デニーズはいずれの施設にも再出店していない[広報 19][47]。

###### 厚木市
- イトーヨーカドー食品館厚木店（厚木市田村町1-26[広報 20]）
  - イトーヨーカドー食品館（2019年（平成31年）3月27日開店[広報 20] - 2020年（令和2年）5月31日変更[28]）
  - ヨークフーズ（2020年（令和2年）6月5日 - [広報 4][32]）
    - 2017（平成29年）年2月19日に閉店した[48]（初代）厚木店の駐車場跡地に食品館として出店した[広報 20]。ケーズデンキや保育園などが併設されている[広報 20]。

##### 埼玉県
- せんげん台店（越谷市上間久里北浦7072[21]（現・千間台東2丁目707））
  - イトーヨーカドー（1976年（昭和51年）1月25日開店[49][50] - 2006年（平成18年）1月15日閉店）
    - 延床面積約4,383m2[51]、売場面積約2,657m2[51]（直営売場面積約2,607m2[21]）。
    - せんげん台駅東口にあり、国道4号線に面した大規模駐車場を併設した店舗であった[40]。ボウリング場を改装して出店した[50]。

  - ザ・プライス（2009年（平成21年）11月20日建替開業[52][53] - 2020年（令和2年）5月31日変更[28]）
  - ヨークフーズ（2020年（令和2年）6月5日 - [広報 4][32]）
    - 旧せんげん台店跡地に子会社モール・エスシー開発（現在のセブン&アイ・クリエイトリンク）が開発した「セブンタウンせんげん台」の核店舗として出店[54]。
    - 既存店の建物を利用した業態転換ではなく店舗の新築で開業したことと顧客が自ら精算する「セルフレジ」はザ・プライス業態では当店が初めてである[55]。
    - ザ・プライスの売場面積約2,770m2[55]。

- 食品館 小手指店（埼玉県所沢市小手指町1-8-5[広報 21]）
  - イトーヨーカドー食品館（2014年（平成26年）5月9日開店[広報 21] - 2020年（令和2年）5月31日変更[28]）
  - ヨークフーズ（2020年（令和2年）6月5日 - [広報 4][32]）
    - 売場面積約1,620m2[広報 21]（直営売場面積約1,000m2[広報 21]）。

##### 千葉県
- 鎌ヶ谷店（鎌ケ谷市富岡1−1−3[56][57][広報 22]）
  - イトーヨーカドー×（1977年10月開店[要出典] - ?）
  - （初代）イトーヨーカドー食品館×（2006年（平成18年）4月開店 - 2009年（平成21年）3月閉店）
    - 2006年4月に業態1号店である「イトーヨーカドー食品館・鎌ヶ谷店」を核店舗とする近隣型ショッピングセンターとしてリニューアル[58]。

  - ザ・プライス×（2009年3月20日開店[38][39][59] - 2012年4月19日閉店）
    - 直営売場面積約1,750m2[59]

  - （二代目）イトーヨーカドー食品館（2013年（平成25年）11月22日開店[広報 22] - 2020年（令和2年）5月31日変更[28]）
  - ヨークフーズ（2020年（令和2年）6月5日 - [広報 4][32]）
    - 敷地面積約8,671m2[広報 22]、鉄骨造一部鉄骨鉄筋コンクリート造地下1階地上5階建[広報 22]、延べ床面積約20,614m2[60][広報 22]、店舗面積約6,537m2[広報 22]（直営売場面積約2,383m2[広報 22]）、駐車台数約179台[広報 22]。
    - 初富駅前の鎌ケ谷市都市公社の所有地に出店していたことから[57]、鎌ケ谷市の文化センターも併設するショッピングセンターに建て替えることになり[57]、「食品館イトーヨーカドー鎌ケ谷店」や100円ショップ「ダイソー」、衣料品店「ファッションセンターしまむら」などが入居する「ショッピングプラザ鎌ヶ谷」が2013年（平成25年）11月22日に開業した[広報 22][61]。

### 他のセブン&アイグループ店舗に転換された店舗

#### 秋田県
- 秋田店（秋田市中通2-8-1[60]）

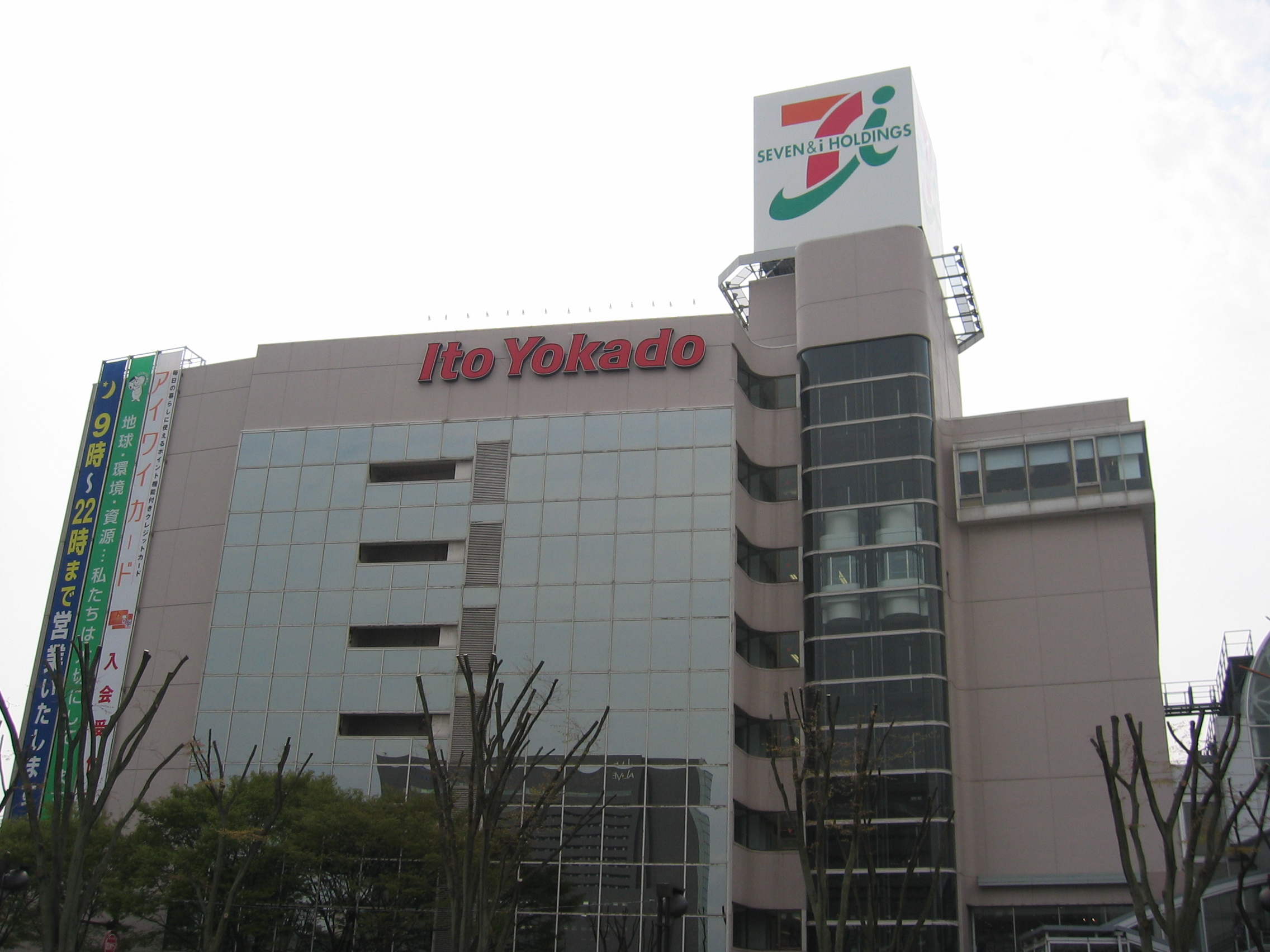
閉鎖前の秋田店（2007年5月3日）

  - イトーヨーカドー（1980年（昭和55年）11月22日開店[62] - 2010年（平成22年）10月11日閉店[63][64]）
    - 敷地面積約4,915m2[60]、鉄骨鉄筋コンクリート造地下1階地上7階建て塔屋2階[60]、延べ床面積約34,586m2[60]、店舗面積約15,809m2[60]（当社店舗面積約8,086m2[60]）、駐車台数約610台[60]。
    - なかよし（約1,895m2）と共に核店舗として出店していた[60]。
    - 秋田駅前南地区の再開発事業で建設された「秋田ショッピングセンター」の核店舗として出店しており、開業時には地権者などの地元業者80店も入居していた[62]。
    - 1992年をピークに売上が減少し[65]、1998年以降は赤字が続いていることに加えて自動車社会になっている中で駅前で日用品などを売る業態が時代にそぐわないとして閉店となった[65]。
    - フォンテAKITA（2010年12月1日開業 - ）店舗跡は商業施設「フォンテAKITA」として2010年12月1日にまず約40店舗で開業し[66]、2011年4月1日に約60店舗が入居して全面開業した[66]。
    - 2階にロフトが入居して集客の核の一つとなっている[66]。

#### 宮城県
- 石巻中里店×（石巻市南中里2-9-45[17]）

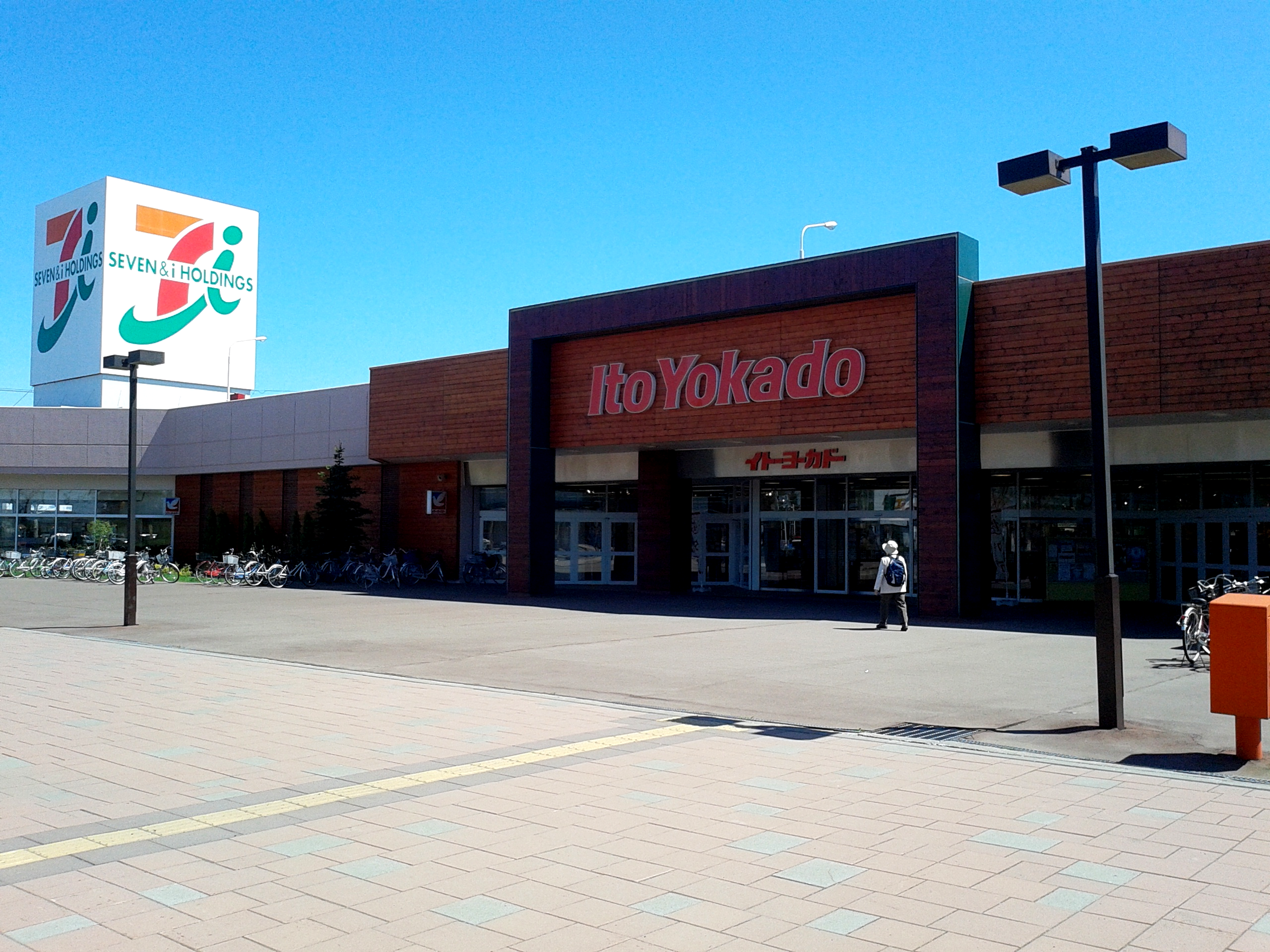
イトーヨーカドー恵庭店（2013年5月撮影）

  - 1982年（昭和57年）6月開店[17][10] - 2010年（平成22年）1月17日閉店[67]
  - 店舗面積約4,733m2[17]、延床面積約7,977m2[17]。直営店舗面積約2,610m2[17]。
  - 「サンエー」の店舗面積約1,488m2[10]。
  - 「サンエー」が所有するサンエービルに同社と共に出店していた[17]。
  - 蛇田地区に石巻あけぼの店が開業したのに伴い、石巻店から石巻中里店に改称。
  - 建物は解体済みで、跡地にヨークベニマル（売場面積約2,000m2）が「ヨークタウン石巻中里」（売り場面積約4,000m2）の核店舗として[67]2011年（平成23年）11月11日に開店した。なお、ヨーカドー時代とは店舗と平面駐車場の位置が逆になる。[要出典]

- 仙台泉店（仙台市泉区泉中央1-5-1）
  - 1992年（平成4年）7月1日開店[68] - 2024年（令和6年）1月31日閉店[69]
  - 敷地面積約12,529.14m2[70]、鉄筋コンクリート造地下1階地上6階建て・塔屋1階[70]、延べ床面積約58,761.48m2[70]、売場面積約18,995m2[71]（直営売場面積約14,000m2[71]）、駐車台数約2,000台[71]。
  - 56店舗の専門店が出店する「泉中央ショッピングセンター」の核店舗の「仙台泉店」として開業し[71]、直営の売り場面積をSC全体の約70%から約40%に縮小して専門店の比率を拡大して2013年（平成25年）4月27日に「アリオ仙台泉」に業態転換して新装開店した[72]。

- 石巻あけぼの店（石巻市蛇田字新下堀313[73]）
  - 1996年（平成8年）6月26日開店[73] - 2025年（令和7年）1月5日閉店
  - 敷地面積約19,391m2[73]、延べ床面積約27,291m2[73]、店舗面積約10,060m2[73]（当社店舗面積約6,400m2[73]）、駐車台数約1,600台[73]。
  - 「サンエー」（約2,600m2）と共に核店舗として出店していた[73]。
  - 2025年（令和7年）1月5日の閉店後、サンエーの株式をヨークベニマルに譲渡し、同年3月27日にサンエー石巻あけぼの店として営業再開。

#### 福島県
- 平店×（いわき市平字祢宜町23[74]）
  - 1971年（昭和46年）4月28日開店[74][75] - 2021年（令和3年）2月28日閉店[要出典]
  - 敷地面積約5,100m2[74]、鉄骨鉄筋コンクリート造地上5階建て[74]、延べ床面積約14,500m2[74]、店舗面積約7,870m2[74]（当社店舗面積約5,454m2[74]）、駐車台数約100台[74]。
  - 店舗は解体され、跡地にPaix Paix(ペッペ)が2024年(令和6年)2月22日に開業[76]。核店舗としてヨークベニマルいわき平店が出店する[77]。

- （2代目）郡山店（郡山市西ノ内2-11-40[78]）
  - 1989年（平成元年）6月29日開店[79] - 2024年（令和6年）5月26日閉店[80]
  - 敷地面積約18,081m2[79]、鉄筋コンクリート造地上4階建て[79]、延べ床面積約13,500m2[81]、店舗面積約12,400m2[79]。
  - 西ノ内のうねめ通り沿いに「西部自動車学校」が中核となって設立した「西部開発」が建設した「西部ショッピングセンター」の核店舗として[82]、移転する形で出店した[79]。1階にヨークベニマルも出店していた[79]。閉店後はヨークベニマルが継承し[80]、「ヨークパーク」として出店予定[83]。2024年のイトーヨーカドー福島店（5月6日閉店）および郡山店の閉店により、イトーヨーカ堂は福島県から撤退した[80]。

#### 栃木県
- 鹿沼店×（鹿沼市睦町287−1[81]）
  - 1987年（昭和62年）11月26日開店[81] - 2006年（平成18年）11月末閉店[広報 23]
  - 敷地面積約29,600m2[81]、鉄筋コンクリート造地上3階建て[81]、延べ床面積約13,500m2[81]、店舗面積約7,711m2[81]（直営店舗面積約6,000m2[81]）、駐車台数約650台[81]。
  - 帝国繊維が所有する土地・建物を借り上げて出店していた店舗である[広報 23]。
  - 跡地は所有する帝国繊維が再開発して2008年3月に鹿沼ショッピングセンターが開業し[広報 23]、ビバホーム鹿沼店内にヨークベニマル鹿沼睦町店で残る。[要出典]

#### 東京都
- 食品館小豆沢店（板橋区小豆沢3丁目9-5[84][85]）
  - 2010年（平成22年）11月27日開店[84][85] - 2018年（平成30年）1月21日閉店[広報 24][86][87]
  - 店舗面積約1,950m2[85]。
  - セブンタウン小豆沢の核店舗として出店していた。
  - 店舗跡には2018年（平成30年）3月28日に同じセブン＆アイグループの「ヨークマート小豆沢店（現：ヨークフーズ with ザ・ガーデン自由が丘 小豆沢店）」が開店した[広報 25][86]。

#### 長野県
- 松本店（松本市深志1-2-30[88]）
  - イトーヨーカドー松本店（1978年（昭和53年）4月20日開店[89] - 1996年（平成8年）閉店）
  - 敷地面積約5,239m2[88]、鉄骨鉄筋コンクリート造地下2階地上7階建て[88]、延べ床面積約23,550m2[88]、店舗面積約11,634m2[88]（直営店舗面積約8,453m2[88]）、駐車台数約500台[88]。
  - エスパ松本店（1996年（平成8年）10月16日開店[90] - 2011年（平成23年）10月閉店）
  - アリオ松本店（2011年（平成23年）12月16日開店[91][広報 26] - 2017年（平成29年）9月10日閉店[92]）
    - 売り場面積約8,916m2[27]。
    - アルピコ交通が所有する松電バスターミナルビルに入居していた。
    - アリオ松本へのリニューアルの際に、核店舗「イトーヨーカドー アリオ松本店」として再入居したが2017年（平成29年）9月10日に完全閉店[92]。
    - イトーヨーカ堂が手掛けるショッピングセンター「アリオ」が閉鎖される初の事例となり、閉店後は同ビルを所有するアルピコ交通が観光商業施設として改装し再オープンした。[92]

## セブン&アイグループと提携している企業への継承

### 北海道
- すすきの店×（北海道札幌市中央区南4条西4丁目1）
  - 2009年（平成21年）3月26日開店 - 2020年（令和2年）5月17日閉店
  - ススキノラフィラの核テナントとして出店していたが、同建物の老朽化や耐震性不足に伴い閉店。
  - 閉店時点では建て替え後の施設（COCONO SUSUKINO）に再出店する予定であったが、イトーヨーカ堂の事業再編に伴い出店を取りやめ、資本・業務提携関係にある「ダイイチ」が出店する事になった[93]。

- （二代目）帯広店（北海道帯広市稲田町南8線西10-1[94]）
  - 1998年（平成10年）11月27日開店[94] - 2024年（令和6年）6月30日閉店[95]
  - 鉄骨鉄筋コンクリート造・一部鉄筋コンクリート造地上4階建て[96]、延べ床面積約42,307.54m2[96]、店舗面積約17,477m2[94]
  - 日本甜菜製糖旧帯広製糖所跡地の[97]商業施設「ニッテンスズランプラザ」のキーテナント店舗として[94]移転出店した[98]。
  - 跡地には、地元企業でセブン&アイと資本・業務提携関係にある食品スーパー「ダイイチ」が、2024年（令和6年）9月27日、スーパーマーケット部分に「ダイイチ稲田店」を出店し、先行オープン[広報 27]。2025年（令和7年）4月24日に「フレスポスズランプラザ」 として一部テナントがオープン[99][100]。7月4日、道東初出店となるロフトなどが入居し、グランドオープンした[101][102][103]。
- アリオ札幌店（北海道札幌市東区北7条東9丁目2-20）
  - 2005年（平成17年）11月23日開店 - 2025年（令和7年）1月13日閉店[104]
  - 跡地にはセブン&アイと資本・業務提携関係にある食品スーパー「ダイイチ」が出店した[105][106][107]。

### 岡山県
- 食品館倉敷店（倉敷市寿町12番2号）
  - 2011年（平成23年）11月25日開店 - 2016年（平成28年）8月31日閉店[108]
  - アリオ倉敷に出店していた。
  - 後継はイトーヨーカ堂が業務・資本提携している天満屋ストアが「天満屋ハピーズ アリオ倉敷店」として開業した[109]。

### 広島県
- 福山店（広島県福山市入船町3丁目1番）
  - 1999年（平成11年）4月21日開店[110] - 2019年（平成31年）2月11日閉店
  - 延べ床面積約59,700m2[110]、店舗面積約12,700m2[110]、駐車台数約1,360台[110]。
  - 日本化薬福山工場跡地に建設されたポートプラザ日化の核テナントとしてA館の天満屋ハピータウンと共に、B館の核店舗として出店していた[110]。
  - 開店以来、閉店まで広島県内唯一かつイトーヨーカドーの日本最西端の店舗であった。[要出典]
  - セブン&アイホールディングスがイズミと業務提携を結び、当店をイズミへ譲渡し、同社の「ゆめタウン」へのリブランドが決定したことに伴い閉店したため、加古川店（兵庫県加古川市）が最西端店舗となる[111]。

## OICグループへの継承等

### イトーヨーカドー→CiiNA CiiNA

#### 北海道
- 屯田店（札幌市北区屯田8条3丁目5-1[112]）
  - 1999年（平成11年）11月12日開店[112] - 2024年（令和6年）7月28日閉店
  - 敷地面積約28,101m2[113]、延べ床面積約45,067m2[113]、店舗面積約16,912m2[113]（当社店舗面積約12,000m2[113]）、駐車台数約1,700台[114]。
  - 「北札幌ニュータウン季実の里」に隣接する地区に出店していた[114]。
  - 跡地はOICグループに継承され、北海道初出店となるロピア屯田店を核テナントとする商業施設「CiiNA CiiNA（シーナシーナ）屯田」となり[広報 28]、2024年8月29日、一部のテナントが営業を再開し、先行オープンした[115]。
  - 核テナントである食品スーパーのロピアは11月23日に開店し[116][117]、そのほか、コジマ×ビックカメラやアインズ&トルペ、TOKYO SHOES RETAILING CENTER[118][119]などがオープン。12月27日にはニトリデコホームが開店予定である[120]。
  - 施設の所有は2024年（令和6年）8月28日よりイトーヨーカ堂が所有し、OICグループに建物を賃借している形となっている[121]。

- 福住店（札幌市豊平区福住2条1丁目2-5[122]）
  - 1995年11月、エスパ福住店として開店。2001年、イトーヨーカドーに転換[123]。2024年9月23日閉店[122]。
  - 札幌市営地下鉄東豊線福住駅直結[124]。福住バスターミナル併設。北海道いすゞ自動車所有の建物に入居していた[125][126]。
  - 跡地はOICグループに継承され、2024年10月24日に「CiiNA CiiNA（シーナシーナ）福住」として一部テナントが先行オープンした[127]。核テナントである食品スーパーのロピアは2025年冬ごろ開店予定[広報 28]。

- （2代目）琴似店（札幌市西区琴似2条1丁目4-1[128]）
  - 初代店舗（上述）から1993年にエスパ琴似店として移転。2001年イトーヨーカドーに転換。2025年1月5日に閉店した[129][130]。
  - 跡地はOICグループに継承され、2025年2月1日に「CiiNA CiiNA（シーナシーナ）琴似」として開業[131]。

#### 青森県
- 弘前店（青森県弘前市大字駅前3-3-1[132]）
  - 1976年（昭和51年）10月1日開店[132] - 2024年（令和6年）9月29日閉店[133][134]
  - 敷地面積約12,000m2[132]、鉄筋コンクリート造地下1階地上8階建て[132]、延べ床面積約31,600m2[132]、店舗面積約17,291m2[132]（当社店舗面積約12,141m2[132]）、駐車台数約350台[132]。
  - 弘南バスの[132]弘南ビルの核店舗として開店した[135]。
  - 店舗跡はロピアなどを運営するOICグループに継承され[136]、同年10月31日に商業施設「CiiNA CiiNA（シーナシーナ）弘前」として開業[134]。

- 青森店（青森県青森市大字浜田字板橋5-4[137]）
  - 2000年（平成12年）10月6日開店[137] - 2024年（令和6年）7月28日閉店[133][138]
  - 敷地面積約39,126m2[139]、店舗面積約20,260m2[137]（当社店舗面積約14,880m2[137]）。
  - 店舗跡はロピアなどを運営するOICグループに継承され[136]、同年8月29日に商業施設「CiiNA CiiNA（シーナシーナ）青森」として開業[140][広報 29]。核店舗である食品スーパーのロピアは同年冬頃開業予定[140][広報 29]。

#### 岩手県
- 花巻店（花巻市小舟渡118-1[141]）
  - 1988年（昭和63年）11月16日開店[142] - 2025年（令和7年）1月26日閉店[143]
  - 敷地面積約43,300m2[142]、鉄筋コンクリート造地上2階建て[142]、延べ床面積約17,537m2[142]、店舗面積約9,000m2[142]（当社店舗面積約6,500m2[142]）。
  - 店舗跡はロピアなどを運営するOICグループに継承され[144]、同年10月31日に商業施設「CiiNA CiiNA（シーナシーナ）花巻」として開業する予定。
  - 東北地方で最後に閉店した店舗。当店の閉店により、宇都宮店（栃木県宇都宮市）が最北端店舗となる。

#### 愛知県
- 尾張旭店（尾張旭市南原山町石原116-4[145]）
  - 1998年（平成10年）11月12日開店[145] - 2025年（令和7年）1月19日閉店
  - 鉄筋コンクリート造地上5階建て塔屋1階[146]、延べ床面積約16,400m2[146]、店舗面積約16,110m2[145]。
  - サンゴ―が開設した「サンゴーショッピングプラザ」の核店舗として出店した[146]。
  - 店舗跡はロピアなどを運営するOICグループに継承され[147]、同年初夏に商業施設「CiiNA CiiNA（シーナシーナ）尾張旭」として開業する予定[148]。

### イトーヨーカドー→ロピア

#### 青森県
- 五所川原店（青森県五所川原市大字唐笠柳字藤巻517-1[149]）
  - 1997年（平成9年）11月20日開店[149] - 2024年（令和6年）3月31日閉店[150]
  - 敷地面積約132,000m2[149]、延べ床面積約43,453.05m2[149]、店舗面積約29,879m2[149]（当社店舗面積約9,587m2[149]）、駐車台数約2,500台[149]。
  - 「五所川原シティ21構想」の一環として建設されたエルムの街ショッピングセンターの核店舗として「スーパーセンタープライス」（約4,366m2）や「サンデー」（約3,650m2）と共に核店舗として出店していた[149]。
  - エルムの街本体の営業は引き続き継続する[151]。
  - 2018年（平成30年）に、2階の営業を取りやめて1階に集約した[152]。
  - 跡地はOICグループに継承され、同年8月9日に青森県初出店となるロピア五所川原店がオープンした[広報 30]

#### 埼玉県
- 食品館新三郷店（三郷市新三郷ららシティ3-1-1[153][広報 31]）
  - 2009年（平成21年）9月17日開店[153][広報 31] -  2024年（令和6年）8月25日閉店[154][155]
  - 鉄骨造地上2階建て[153]、売場面積3,950m2の店舗であった[153][広報 31]、駐車台数約2,800台[153]。
  - 三井不動産商業マネジメントが運営するららぽーと新三郷に「食品館イトーヨーカドーららぽーと新三郷店」として開店した[153]。
  - 跡地はOICグループに継承され、2025年7月3日にロピアららぽーと新三郷店がオープンした[156]。

#### 千葉県
- 成田店（成田市公津の杜4-5-3[157]）
  - 1999年（平成11年）12月1日 - 2020年（令和2年）1月13日閉店[158]
  - 敷地面積約23,849m2[157]、延べ床面積約84,354m2[157]、店舗面積約23,405m2[157]、駐車台数約1,500台[157]。
  - 京成本線公津の杜駅前にある ユアエルム成田店の核テナントとして営業していた。
  - ユアエルムはイトーヨーカドー撤退後も営業を続けており、2020年（令和2年）6月5日のリニューアルオープンで地下1階のイトーヨーカドーに跡地に食品スーパーのロピア成田店が出店した[159]。

#### 長野県
- アリオ上田店（長野県上田市天神3-5-1）
  - 2011年（平成23年）4月21日[160] - 2025年（令和7年）1月19日閉店
  - 店舗面積は約9600m²[161]。
  - イトーヨーカドー（初代）上田店から移転する形でオープンした。
  - アリオ上田はイトーヨーカドー撤退後も営業を続けており、イトーヨーカドー上田店跡地にロピアが出店予定だが、出店時期は決まっていない。

## 転換・譲渡されず閉店した店舗

### 北海道
- （初代）帯広店×（帯広市西3条南9丁目1-5[162]）
  - 1975年（昭和50年）4月26日開店[163] - 1998年（平成10年）11月9日閉店[98][164][165]
  - 敷地面積約8,812m2[162]、鉄筋コンクリート造地下1階地上6階建て塔屋2階[162]、延べ床面積約28,209m2[162]、店舗面積約11,753m2[162]（直営店舗面積約8,832.3m2[162]）。
  - 釧路地方裁判所帯広支部跡地に帯広市が建設した立体駐車場やバスターミナル[166]と一体的に設計された[167]鉄骨鉄筋コンクリート造り地下1階・地上6階建てのビルに出店していた[168]イトーヨーカドーの北海道1号店である[169]。
  - 1970年代から1990年代にかけては当店は約100m離れた場所に立地している藤丸と共に中心市街地の商店街の核となり[170]、帯広市中心部の「歩行者通行調査」で当店北側入り口の通行量は毎年1位となる位の集客力を発揮し[164]、総合スーパーと百貨店という業態の違いから買い物客も使い分けて相乗効果を発揮しているといわれていた[171]。
  - 「イトーヨーカドー帯広店（二代目）」への移転に伴い閉店[98]。
  - このため、帯広市中心市街地の2000年7月の歩行者通行量は当店の閉店前の1998年7月から平日で18%、休日でも15%も減少するなど、当店の移転に伴う閉店は中心市街地の集客力を落とす大きな要因の一つとなった[170]。

- 北四十二条店（札幌市東区北42条東7丁目808[172]）
  - 1977年（昭和52年）10月27日開店[173] - 2007年（平成19年）1月14日閉店[174]
  - 売場面積約5,921m2[172]。

- 苫小牧店×（苫小牧市木場町1丁目9-1[175]）
  - 1978年（昭和53年）6月6日開店[176] - 2010年（平成22年）1月11日閉店[176]
  - JR苫小牧駅北口の[177]苫小牧市木場町に出店し[175]、最盛期の2002年（平成14年）には売上高約100億円を上げていたが[178]、2005年4月下旬にイオン苫小牧ショッピングセンターや千歳市の千歳アウトレットモール・レラが開業した影響を受けて集客と売り上げが減少し[179]、2005年（平成17年）から4年間で約15億円の赤字となって2008年（平成20年）には売上高約42億円へ落ち込んだため閉店となった[178]。
  - 敷地面積約14,794m2[175]、鉄筋コンクリート造り地上7階・地下1階建て延べ床面積約約35,346m2[175]。売場面積約17,200m2[176]。
  - 店舗跡は閉店前年にはビル管理運営会社の東京に本拠を置くジョーンズラングラサールとや札幌市に本拠を置くランドブレインが後継店舗の招致を進め[180]、家具と雑貨販売のスイートデコレーションを運営する長谷川グループが2階部分の核店舗となる方向で調整が進んでいたが[180]、実現せず空き店舗の状態が続いた[175]。
  - 結局後継店舗が入居しないまま土地・建物の2011年（平成23年）9月2日に4300万円で大東開発へ売却されることになった[175]。
  - 建物は大東開発によって取り壊され[177]、ベガスベガスが出店することになった[177]。

- 江別店（江別市野幌町10-18[181]）
  - 1978年（昭和53年）11月30日開店[181] - 2007年（平成19年）1月21日閉店[174]
  - 敷地面積約10,400m2[181]、鉄筋コンクリート造地上2階[181]、延べ床面積約16,000m2[181]、店舗面積約9,214m2[181]（当社店舗面積約5,175m2[181]）、駐車台数約560台[181]。
  - 店舗跡には居抜き出店の形で[182]、同年11月30日にマックスバリュを核テナントにした「イオンタウン江別ショッピングセンター」が新装開店した[183]。

- 月寒店×（札幌市豊平区月寒西1条11丁目3-1[172]）
  - 1979年（昭和54年）6月開店[27] - 2001年（平成13年）6月10日閉店[184]
  - 売場面積約9,492m2[172]。
  - 2001年（平成13年）12月上旬にカウボーイが出店した[185]。

- 旭川店（旭川市6条通14丁目64[186][187]）
  - 1980年（昭和55年）7月1日開店[186] - 2021年（令和3年）5月9日閉店[187]
  - 敷地面積約11,900m2[186]、鉄筋コンクリート造地下1階地上4階建て[186]、延べ床面積約40,400m2[186]、店舗面積約14,276m2[186]（当社店舗面積約10,000m2[186]）、駐車台数約500台[186]。
  - 大成ファミリープラザの核テナントとして出店[186][188]。
  - 店舗跡には居抜き出店の形で「メガセンタートライアル旭川店」が開店した[189]。

- 函館店 （函館市美原1丁目3-1[190][191]）
  - 1980年（昭和55年）9月3日開店[192] - 2022年（令和4年）7月3日閉店[193]
  - 敷地面積約16,600m2[191]、鉄筋コンクリート造地下1階地上2階建て[191]、延べ床面積約27,600m2[191]、店舗面積約14,550m2[191]（当社店舗面積約10,000m2[191]）、駐車台数約2,000台[191]。
  - 「東急ボウル」を買収して開業した[194]「ショッピンプラザ・イチイ」を増床する形で建設された[195]一位物産が所有するイチイビルに出店していた[190]。
  - 跡地には2024年12月20日にスーパーセンタートライアルを核店舗とした商業施設「GRANDIR ICHII（グランディール イチイ）」が開業[196]。

- 大麻店（江別市大麻中町26-18[197]）
  - 1980年（昭和55年）9月20日開店[197] - 1993年（平成5年）1月閉店[198]
  - 敷地面積約9,205m2[197]、鉄骨鉄筋コンクリート造地上12階[197]、延べ床面積約20,174m2[197]、店舗面積約3,931m2[197]（当社店舗面積約1,650m2[197]）、駐車台数約100台[197]。
  - 跡地には1993年（平成5年）3月5日にラルズの「ラルズストア大麻駅前店」が出店した[198]。

- 釧路店（釧路市新橋大通6丁目2[199]）
  - 1981年（昭和56年）7月開店[200][201] - 2019年（平成31年）1月20日閉店[201]
  - 地上3階、地下1階建て[202]。敷地面積約9,600m2[203]。閉店時の従業員数は約150人（正社員・パート合計）[203]。日本最東端のイトーヨーカドーとして営業していた（当店閉店後は北見店（北海道北見市）が最東端）。
  - 開店当初は釧路市の人口が約22万7,000人[202]とピークに達していた頃で[204]、JR釧路駅から離れた市街北西部に構える郊外型店舗として集客していたが、地域の人口減少や、2000年のイオンモール釧路昭和など、相次ぐ競合店の進出により競争力は徐々に低下した[205]。
  - 2015年7月にリニューアルオープンし[206]、翌8月には釧路市と「地産地消・地場産品販路拡大に係る連携及び協力に関する協定」を締結し、全国に先駆けてネットスーパーでご当地商品を販売するなど[207]、巻き返しを図っていたが、時代の変化に適応できず、イトーヨーカ堂が進める構造改革の一環として閉店[203][204]。イトーヨーカドー閉店後はセブン&アイの看板を「3階営業中」などに書き換え、[独自研究?]3階の富士メガネ、靴のとまと屋など複数のテナントが営業を続けた[208]。1階の出入り口などは閉鎖したまま立体駐車場を開けて出入口としていたが、[独自研究?]2021年（令和3年）3月31日3階が閉業し[209]、現在は、北洋銀行のみ営業を続けている[210]。[211]

- 恵庭店×（恵庭市恵み野西2丁目1-1[212][213][214]）
  - 1982年（昭和57年）3月5日開店[215] - 2019年（令和元年）9月29日閉店[216]。
  - 店舗面積12,400㎡[217]、売場面積約8,492㎡。
  - 2022年（令和4年）4月から解体工事が行われ、2025年夏に恵み野病院が新築移転して開業する予定[212]。
- 新川店（札幌市北区新川2条7丁目3-2[218]）
  - 1990年（平成2年）2月15日開店[218] - 2013年（平成25年）9月16日閉店[219]
  - 鉄筋コンクリート造り地上2階・地下1階建て延べ床面積約21,730m2[220]、売場面積約7,400m2[218]。
  - 新川ショッピングセンターの核店舗として出店した[221]。
  - 近隣に競合店の出店が相次いで売上高が最盛期の1995年の約半分まで低下したうえ、店舗が老朽化しているとして閉店となった[222]。
  - 店舗跡はドン・キホーテのグループ会社が取得し[220]、長崎屋運営による「MEGAドン･キホーテ新川店」が2013年（平成25年）12月5日に開店した[223]。

- 千歳店（千歳市勇舞8丁目1-1[224]（旧・北信濃841-12[225]））
  - 2000年（平成12年）11月1日開店[225][226] - 2009年（平成21年）2月28日閉店[227]
  - JR千歳線長都駅に近い新興の市街地へ出店したが[226]、周辺人口が想定よりも伸び悩み、近隣に大型ショッピングセンターが進出したことから衣料品の売り上げの落ち込みが酷かったことからわずか8年ほどで撤退となった[228]。
  - 敷地面積約41,077m2[225][226]、2階建て[225]、延べ床面積約26,366m2[225]、売場面積約15,500m2[224]（直営売場面積約10,520m2[228]）。
  - 店舗跡は『ちとせモール』（売場面積約15,500m2）となり[224]、2009年（平成21年）4月24日に1階部分にアークスグループのラルズが運営する「スーパーアークス長都（おさつ）店」（売場面積約2,280m2）が開店した[224]。

- 北見店（北見市光西町185[229]）
  - 1985年（昭和60年）3月5日開店[230] - 2024年（令和6年）8月18日閉店[231]
  - 店舗面積約5,300m2（開業時）[232] → 約6,250m2（1985年（昭和60年）8月増床）[232]、駐車台数約720台[232]。

### 東北地方

#### 青森県
- 八戸店（八戸市十三日町16[233]）
  - 1980年（昭和55年）4月19日開店[233] - 2003年（平成15年）2月23日閉店[234][235]
  - 売場面積約10,873m2[10]。
  - 八戸第一市街地再開発組合が建設した青森県内初の市街地再開発ビルである八戸スカイビルの核店舗として出店していた[233]。
  - 同店は1998年（平成10年）3月12日に八戸沼館店（直営売場面積約10,540m2、ピアドゥ）が開店した[236]後もしばらくは営業を続けていたが不採算のため閉店し、八戸地区の店舗は八戸沼館店に移行した格好となった。[要出典]
  - 当店の閉店後はテナントビル「cino（チーノはちのへ）」として営業していたが2022年（令和4年）9月に閉館し、建物は解体され再開発が行われている[237][238]。

- マルキ飛島[239] → イトーヨーカドーマルキ×[240]（五所川原市字柏原町5[239]）
  - 延べ床面積約10,258m2[241]、店舗面積約6,781m2[241]。
  - 1983年（昭和58年）1月にイトーヨーカドーと提携し[242]、1997年（平成9年）11月3日に閉店[243]。
  - 1997年（平成9年）11月にイトーヨーカドー五所川原店（直営売場面積約9,500m2）[244]が郊外の「エルムの街」に出店したため移転という形で閉店[245]。

- 八戸沼館店（青森県八戸市沼館4-7-112[246]）
  - 1998年（平成10年）3月12日開店[246] - 2024年（令和6年）8月31日閉店[247]
  - 敷地面積約75,730m2[246]、延べ床面積約33,540m2[246]、店舗面積約23,790m2[246]（当社店舗面積約15,610m2[246]）、駐車台数約2,100台[246]。
  - ピアドゥの核店舗として「ゼビオ」（約2,710m2）や「サンデー」（約2,810m2）と共に核テナントとして出店していた[246]。
  - 店舗跡はイオングループのイオン東北に継承され、2025年4月25日に同社運営による総合スーパー業態の「イオンスタイル八戸沼館」が開業した[247][248]。

#### 岩手県
- 北上店（北上市大通り1丁目3-1[249]）
  - 1986年（昭和61年）3月21日開店[249] - 2000年（平成12年）1月30日閉店
  - 敷地面積約6,153m2[249]、鉄骨鉄筋コンクリート造地下1階地上4階一部9階建て[249]、延べ床面積約24,498m2[249]、店舗面積約9,269m2[249]（当社店舗面積約6,800m2[249]）、駐車台数約700台[249]。
  - 北上駅前地区第一種市街地再開発事業の核店舗として出店した[250]。

#### 福島県
- （初代）郡山店×（郡山市中町14[7]）
  - 1969年（昭和44年）12月14日開店[251] - 1988年（昭和63年）1月20日閉店[252][253]
  - 地上一部6階・地下1階[注釈 1]、売場面積約3,965m2[254]。
  - 土地は地元企業であった「扇屋」が所有し、1964年に地上一部6階・地下1階の「扇屋ビル」を建設[252]。1969年（昭和44年）に倒産した『クローバー』[255]の後継テナントとして入居。
  - 1969年に核テナントとして関東以外では初めての直営店舗として開店[256]。なお、地下1階の食品売り場は紅丸商事（後のヨークベニマル）が担当[257][258]。紅丸商事がイトーヨーカ堂と業務提携するきっかけとなった[258]。
  - 閉鎖後解体され、駐車場となっている[252]。
  - 1990年（平成2年）3月下旬には、東京の不動産業者が土地及び扇屋側の経営権を取得する出来事もあった[252]。
  - 閉鎖翌年の1989年（平成元年）6月29日に郡山市西ノ内に「西部ショッピングセンター」の核テナントとして移転開業[259]。

- 白河店（白河市本町2[18]）
  - 1971年（昭和46年）10月開店[16] - 2002年（平成14年）5月26日閉店[260]
  - 売場面積約4,436m2[18]。
  - 1998年（平成10年）2月まで、食品売場としてヨークベニマルが入居していた[261]。
  - 売場面積約4,146m2[262]。
  - 店舗跡は白河市が買い取って改装し、市民交流センター「マイタウン白河」となった[262]。

- いわき植田店×（いわき市植田町中央3丁目3-1（旧・八郷4-1[21]））
  - 1975年（昭和50年）4月28日開店[263] - 2006年（平成18年）9月18日閉店[264]
  - 敷地面積約3,730m2[263]、地下1階地上5階建て[263]、延べ床面積約13,760m2[263]、売場面積約7,595m2[21]、駐車台数約300台[263]。
  - 植田小学校跡地に地元商業者が設立した「勿来商業振興（協）」が開設した植田ショッピングセンターの核店舗だった[263]。
  - 2002年に一旦は閉店して撤退することになったが[265]、この時は閉店せずに終わった。
  - 店舗跡のテナントには藤越等が入居したが、藤越は2008年8月末に撤退し、同年9月に運営母体の協同組合植田ショッピングセンターが民事再生法の適用を申請して事実上倒産した[266]。2009年に全館閉館し解体して更地にしてヨークベニマルに引き渡し、その代金で清算することになった[264]。

- 福島店（福島市太田町13-4[267]）
  - 1985年（昭和60年）1月23日開店[268] - 2024年（令和6年）5月6日閉店[80][269]
  - 福島駅西口の「昭栄ショッピングセンター」の核店舗として開店し[268]、1989年（平成元年）6月2日に増床して新装開店した[79]。

### 関東地方

#### 茨城県
- （初代）土浦店×（土浦市大和町2-20[21]）
  - 1973年（昭和48年）6月[27][270]15日開店[要出典] - 1997年（平成9年）閉店[271]
  - 売場面積約11,938m2[21]。
  - 後の川口ショッピングモール505の近くに出店しており[270]、丸井や西友などと共に駅周辺の商業集積の中核となり[271]、1982年には売上高約116億円を上げていたが[271]、1996年には約半分へ落ち込んだため[271]、（2代目）土浦店へ移転する形で閉店した[271]。
  - 建物は2001年（平成13年）5月から解体され[272]、2023年1月現在は分譲マンション「パークホームズ土浦」となっている。[独自研究?]
- （2代目）土浦店（土浦市大和町9-1、ウララ1内[270]）
  - 1997年（平成9年）10月2日開店[271] - 2013年（平成25年）2月17日午後8時閉店[273][274]
  - 約68億円で土浦駅前再開発ビル「ウララ1」の保留床を取得し[270]、地下1階から4階に[275]初代店舗から移転する形で開店し[270][271]、開業当初は売上高約89億円を上げた[270]。
  - しかし、自動車社会の進展やそれに合わせた郊外型ショッピングセンターの進出などの影響を受けて1998年（平成10年）に西友土浦店[273]、1999年（平成11年）に小網屋[273]、2004年（平成16年）に丸井土浦店と当店と共に駅周辺の商業の中核を担っていた大型店が相次いで閉店し[273]、当店が直営売場を持つ最後の大型店となるなど商環境が大きく変化したため[274]、売上が低迷して閉店となった[273]。
  - 当店の閉店と同時に同居していた「ウララ1」の専門店26店のうち18店も閉店している[273]。
  - 店舗跡は土浦市が購入し[275]2013年（平成25年）2月28日に引き渡され[270]、2015年9月24日にも市役所の庁舎が開庁[276]。（取得額14億8000万円）
  - 2013年（平成25年）7月15日から2014年（平成26年）2月末までの期間で1階部分にスーパーマルモ（店舗面積260m2）など38店舗が営業する『ウララマルシエ』（店舗面積2,240m2）が営業を行っているが[275]、市役所移転後にも食品売り場の設置を求める声が多かったことから[277]、地下1階には大手スーパー「カスミ」が入居し、地上1階と2階には地上喫茶店や観光物産館などが新規に入る商業施設も同居する形となった[276]。

- 取手店× （取手市取手3丁目4-30[278][279]（旧・取手町773-1[21]））
  - 1973年（昭和48年）3月23日開店[279] - 2001年（平成13年）1月31日閉店[280]
  - 敷地面積約7,238m2[278] → 約10,266m2[279]、鉄骨鉄筋コンクリート造地下1階地上5階建て[279]、延べ床面積約19,648m2[279]、店舗面積約10,981m2[279]（直営店舗面積約4,750m2[279]）、駐車台数約265台[278] → 約400台[279]。
  - 取手カタクラショッピングプラザのキーテナント[279]。
  - 当店の閉店後は2001年（平成13年）4月27日にマルエツ[281]が地下1階に入居し、他に衣料品や飲食店、100円ショップなどの専門店で構成される複合商業ビルが開業したが[282]、2005年（平成17年）3月にマルエツが閉店し、2007年（平成19年）に「カタクラショッピングプラザ」も閉店した[283]。

- 結城店（結城市大字結城7888[284]）
  - 1990年（平成2年）6月15日開店[285] - 2004年（平成16年）7月25日閉店[要出典]
  - 地下1階地上2階建て塔屋2階[284]、店舗面積約13,026m2[284]（当社店舗面積約5,000m2[285]）、駐車台数約1,000台[284]。
  - 1985年（昭和60年）4月25日に結城駅の南側に開設された地元主導型ショッピングセンター・ポンテ結城の核店舗の[284]
  - ヨークマートとして開業し[286][広報 32]、ヨーカドーに業務転換した店舗だった[286][広報 33]。その後コモディイイダが同年9月23日に入居したが[287]2019年（平成31年）2月28日閉店。[要出典]専門店街「しるくろーど」も2021年3月31日、破産通告を出し、完全閉店した。[リンク切れ]。

- 高萩店×（高萩市春日町1-20[21][288]）
  - 1975年（昭和50年）6月28日開店[288] - 2005年（平成17年）6月5日閉店[289]
  - 売場面積約6,476m2[21][288]。
  - JR高萩駅前に出店していた敷地面積約5,600m2に建設された3階建て延べ床面積約19,000m2の店舗。
  - 最盛期の1980年代には売上高約75億円を上げていたが、郊外への相次ぐ大型店出店や地元の日本加工製紙の破たんの影響などで約半分まで減少したとして閉店となった[289]。

- 日立店 (日立市幸町1-16-1[290]）
  - 1991年（平成3年）10月30日開店[290] - 2022年（令和4年）1月16日閉店[291]
  - 敷地面積約8,480.74m2[292]、RPC造地下1階地上6階建て塔屋1階[292]、延べ床面積約37,067.02m2[292]、売場面積約20,500m2[290]、駐車台数約500台[292]。
  - 店舗跡には2023年（令和5年）4月28日にヒタチエが開業し、いばらきコープおよび無印良品などが出店した。[293]、

- 古河店（古河市雷電町1-18[294]）
  - 1976年（昭和51年）5月26日開店[295] - 2019年（平成31年）2月17日閉店[296]
  - 売場面積約9,329m2[21]。
  - 跡地にはショッピングセンターあかやまJOYが2020年（令和2年）7月30日に開業した[297]。

- 竜ヶ崎店（龍ケ崎市小柴5-1-2[298]）
  - 1999年（平成11年）3月4日開店[298] - 2025年（令和7年）2月24日閉店[23][24]
  - 敷地面積約31,726m2[298]、鉄骨造一部鉄筋コンクリート造地上3階建て[298]、延べ床面積約38,580m2[298]、売場面積約23,991m2[298]（当社売場面積約12,491m2[298]）、駐車台数約2,000台[298]。
  - 竜ケ崎ニュータウンのニュータウン大通沿いに開設された「ショッピングセンターサプラ」の核店舗として出店していた[299]。

#### 栃木県
- 栃木店×（栃木市境町10-17[21]）
  - 1973年（昭和48年）12月15日開店[300] - 2000年（平成12年）2月13日閉店[301]
  - 売場面積約9,845m2[21]。

- （初代）宇都宮店×（宇都宮市宿郷3丁目16-3（旧・宿郷町633-2[21]））
  - 1974年（昭和49年）11月15日開店[302] - 2004年（平成16年）9月26日閉店[要出典]
  - 敷地面積約6,600m2[303]、売場面積約4,500m2（開業時）[303]→約9,545m2[21]、駐車台数約500台[304]。
  - 地下1階・地上3階建てで、1階から2階までの吹き抜けのある店舗で、催し広場やチビッコ広場などのある店舗だった[303]。
  - 跡地には「かましん カルナ駅東店」として2004年（平成16年）に開業し、[要出典]その後建物建て替えのため2019年（令和元年）6月閉店したが2021年11月に再開店した[305]
  - 入れ替わる形で、シンガー日鋼工場跡地（宇都宮市陽東）を再開発して2004年（平成16年）10月5日に開業したベルモールの核店舗として（2代目）宇都宮店が開店した[306]。

- 足利店×（足利市田中町95-1[307]）
  - 1980年（昭和55年）10月30日開店[307] - 2006年（平成18年）9月18日閉店[308]
  - 敷地面積約10,300m2[307]、鉄骨鉄筋コンクリート造地上2階建て[307]、延べ床面積約14,000m2[307]、店舗面積約8,016m2[307]（直営店舗面積約5,500m2[307]）、駐車台数約600台[307]。
  - 渡良瀬川の南側の国道293号沿いに出店していた[308]。
  - 跡地にはたいらや足利店を核店舗とする「アクロスプラザ足利」として2009年（平成21年）11月13日に開業した[309]。

- 小山店（小山市駅東通り2-3-15[310]）
  - 1980年（昭和55年）1月開店[310][311] - 2021年（令和3年）2月23日閉店[311]
  - 売場面積約11,985m2[312]。
  - 後継店舗として2022年（令和4年）4月20日に、ジョイフル本田の新業態店として「ジョイホン小山駅前店」が開業[313][314][315]し、1階は「ジャパンミート小山店」となっている[315]。

#### 群馬県
- 前橋店（前橋市表町2丁目30-5[316]）
  - 1987年（昭和62年）9月26日開店[316] - 2010年（平成22年）8月16日閉店[317][318]）
  - 敷地面積約6,600m2[316]、鉄筋コンクリート造地下1階地上7階建て[316]、延べ床面積約42,442m2[316]、店舗面積約11,883m2[316]（直営店舗面積約7,800m2[316]）、駐車台数約600台[316]。
  - JR前橋駅北口にある[319]敷地面積は約6,900m2に建設された鉄骨鉄筋コンクリート造地下1階地上7階建ての「前橋駅前ビル」に出店していた[316]。
  - 店舗の建物は地元前橋市の曽我製粉が75.81％で残りの24.19％を東武鉄道が区分所有する共同のビルとなっている[320]。
  - 2007年（平成19年）9月25日で賃貸借契約が切れた際には契約が更新されたが[320]、中心市街地の空洞化や競合する相次ぐ大型ショッピングセンターの進出で売り上げが伸び悩み[320]、2010年（平成22年）8月16日に閉店となった[318]。
  - 閉店直前の2010年8月にスズラン百貨店（1階の約1,500m2）とフレッセイ（地下1階の約2,640m2）という地場資本の百貨店とスーパーが出店する新たな商業施設が後継店舗となる構想が発表されたが[318]、採算面の問題から同年10月に白紙撤回となった[321]。
  - 商業施設の再生を手がける「やまき」が[322]、2012年（平成24年）5月に15年の定期借家契約を締結し[323]、「富士通フロンテックシステムズ」も入居する事務所と店舗などからなる複合施設「エキータ（現・アクエル前橋）」として[321]同年11月15日に新装開業した[324]。

- 藤岡店×（藤岡市藤岡831[21]）
  - 1974年（昭和49年）5月開店[325] - 2017年（平成29年）1月閉店[14]
  - 売場面積7,490m2[21]。
  - 群馬県内1号店だった。
  - 店舗は解体され[326]、跡地は建物とその向かい側にクスリのアオキ藤岡中央店、県道を挟んで向かい側の駐車場に[要出典]ベルク藤岡店が出店された[327]。
- 伊勢崎店（伊勢崎市連取町1489-3[328]）
  - 1995年（平成7年）3月17日開店[329] - 2021年（令和3年）2月21日閉店
  - 売場面積11,461m2[329]。
  - この閉店により、群馬県からイトーヨーカドーの店舗は消滅した。
  - 店舗跡はトライアルカンパニーが居抜き出店し、2022年（令和4年）10月7日に「メガセンタートライアル伊勢崎中央店」が開業した[330]。

#### 埼玉県

##### さいたま市
- 北浦和店×[要出典]（さいたま市浦和区北浦和3-4-14[21]）
  - 1962年（昭和37年）12月16日開店[331] - 1992年（平成4年）8月閉店
  - 売場面積400m2[331] → 371m2[21]。
- （初代）大宮店（さいたま市大宮区吉敷町4-242-1[332]）
  - 1983年4月8日開店[333] - 2015年（平成27年）3月1日閉店[333]
  - 敷地面積約12,231m2[332]、鉄筋コンクリート造地下1階地上3階建て[332]、延べ床面積約97,264m2[332]、店舗面積約29,250m2[332]（直営店舗面積約12,489m2[332]）、駐車台数約1,300台[332]。
  - 移転に伴う閉店で[334]、（2代目）大宮店が2015年4月24日に「コクーンシティ・コクーン2」に開業[335][336]。
  - 店舗跡はヨドバシカメラなどが入居する「コクーンシティ・コクーン3」として[335]2015年7月17日開業した。

##### その他
- 錦町店（蕨市錦町1-12-1[広報 34]）
  - 2003年（平成15年）11月7日開店[337] - 2020年（令和2年）5月31日閉店[338]
  - 敷地面積約34,663m2[広報 34]、地上4階建て[広報 34]、延べ床面積約78,660m2[広報 34]、売場面積約23,000m2[広報 34]（直営売場面積約13,684m2[広報 34]）、駐車台数約1,805台[広報 34]。
  - 大日本インキ化学工業蕨工場跡地に出店した[339]。
  - 店舗跡には2021年（令和3年）3月10日、スーパービバホームやヤオコーなど約40店舗が入居する「ビバモール蕨錦町」が開業した[340]。
- 杉戸店×（北葛飾郡杉戸町杉戸2-9-20[21][341]）
  - 1973年（昭和48年）12月開店[16] - 2003年（平成15年）[342]1月26日閉店
  - 売場面積約6,934m2[21][16]。地上4階建て[341]。
  - 店舗跡には2003年（平成15年）4月16日に1階にサンベルクス杉戸店、2階にパシオス（田原屋）、3階にダイソーが出店した商業施設が開業していた[341]が、2022年（令和4年）7月10日より建物建て替えのため長期休業となっていたが建て替えが終了し、営業再開した。
- 上福岡西店×（入間郡大井町大字亀久保字鶴ヶ舞39-1[15]（現：ふじみ野市鶴ケ舞2-2-17[10]））
  - 1977年（昭和52年）11月開店[200] - 2004年（平成16年）11月上旬閉店[343]）
  - 売場面積約7,750m2[15][200]
  - 開店当初の店舗名は「上福岡店」であった。
  - 跡地には2005年3月19日にディスカウントスーパーギガマート上福岡店が開店していた[344]が、2013年（平成25年）8月閉店後に解体され、跡地にマミーマート鶴ケ舞店が開店した。[要出典]

- 越谷店×（越谷市越ヶ谷1-16-6[345]）
  - 1969年（昭和44年）6月5日開店[346] - 2009年（平成21年）5月10日閉店
  - 敷地面積約2,640m2[345]、鉄筋コンクリート造3階建て[345]、延べ床面積約10,035m2[345]、店舗面積約8,008m2[345]（直営売場面積4,155m2[346]）。
  - 売場面積4,155m2のヨークショッピングスクエア越谷店として開業し[346]、後に増床し売場面積約10,707m2[10]となる。
  - 跡地には2010年（平成22年）12月16日にMrMax越谷ショッピングセンターが開業したが2017年（平成29年）1月15日をもって閉店し[広報 35]、その後2017年4月21日にフードスクエアカスミ アルコ越谷店[広報 36]がオープン。
- 坂戸店×[要出典]（坂戸市日の出町5-30[347]）
  - 1976年（昭和51年）6月29日開店[348] - 2016年（平成28年）10月16日閉店[349]
  - 売場面積8,984m2[21]。
  - 2018年（平成30年）3月30日に坂戸市日の出町5-30にアクロスプラザ坂戸が開業[350]。

- （初代）川越店×[要出典]（川越市新富町1-20[351]）
  - 1967年（昭和42年）11月15日開店[351] - 2016年（平成28年）10月閉店[14]
  - 売場面積4,300m2[351]。
  - 埼玉県内では最古の店舗かつ東京都外本格進出1号店であった[352]。
  - 店舗跡は建て替えられ、2019年（令和元年）11月28日に食品館川越店（二代目）が開店した[353][354]が、2024年7月29日をもって閉店した[355]。
- （初代）新田店×（草加市旭町6-15-30[347][1]）
  - 1972年（昭和47年）12月13日開店[356] - 2019年（令和元年）2月24日閉店[要出典]
  - 売場面積5,194m2[1]。
  - 閉店後は建物を解体し、同敷地に新田店（2代目）を2020年（令和2年）10月30日に開店。[要出典]
- 上福岡東店×（上福岡市大原2-1-30[357]（現：ふじみ野市））
  - 1999年（平成11年）10月1日開店[357][358] - 2019年（令和元年）8月25日閉店[359]
  - 鉄筋コンクリート造地下1階地上2階建て塔屋1階[360]、延べ床面積約40,255m2[360]、店舗面積約16,080m2[358]。
  - 「上福岡東ショッピングプラザ」の核店舗として開店[360]。
  - 売場は2階建て、立体駐車場を備えていた[361]。
  - 店舗跡は長谷工が取得した[361]。

- （初代）春日部店（春日部市中央1丁目9-7[362][347]）
  - 1972年（昭和47年）4月20日開店[362] - 2024年（令和6年）11月24日閉店[363]。
  - 敷地面積約3,300m2[362]、鉄骨鉄筋コンクリート造地上4階建て[362]、延べ床面積約10,900m2[362]、店舗面積約5,694m2[362]（直営店舗面積約4,133m2）、駐車台数約200台[362]。
  - 1996年（平成8年）12月4日に隣接地に新築移転したが[364][365]、2024年（令和6年）11月24日をもって閉店した[363]。
  - 退店後の建物には1997年4月27日に大塚家具春日部ショールームとが開業したが[366]、2018年5月27日に閉鎖[367]。

- 加須店×[要出典]（加須市大門町20-58[368]）
  - 1991年（平成3年）1月30日開店[368] -  2021年（令和3年）1月11日閉店[369]
  - 地上2階建て[370]。加須片倉パーク（店舗面積約6,652m2）の核店舗として出店していた[371]。
- 食品館川越店（川越市新富町1-20-1[広報 37]）
  - 2019年（令和元年）11月28日開店[広報 37][372] -  2024年（令和6年）7月29日閉店[373]
  - 売場面積約1,905m2[広報 37]。
  - 2016年10月に閉店した（初代）川越店跡地に再出店した店舗であり、1階、2階に売場を展開していた[372]。

- （2代目）春日部店（春日部市中央1-13-1[374]）
  - 1996年（平成8年）12月4日開店[374] - 2024年（令和6年）11月24日閉店[363][375]
  - 売場面積9,420m2[363]。
  - 1996年に（初代）春日部店の隣接地へ移転した店舗だった[364][365]。

#### 千葉県

##### 千葉市
- 稲毛店（千葉市稲毛区小仲台7丁目2-1[376]）
  - 1978年（昭和53年）4月9日開店[377] - 1998年（平成10年）3月1日閉店[378]
  - 丸山製作所が所有する[379]丸山ビルに出店し、売場面積6,769m2の店舗であった[380]。
  - 店舗跡の1階にはマルエツ稲毛店が入り[380]、2階から3階には家電量販店ミドリ電化が出店していた[380]。

- 長沼店（千葉市稲毛区長沼町93-1[381]）
  - 1992年（平成4年）2月27日開店[382][381] - 2003年（平成15年）2月2日閉店[376]
  - 売場面積約16,588m2[382]。
  - 国道16号線と県道浜野・四街道・長沼線の交差点に開設された地元主導型ショッピングセンターグリーンクロスの核店舗として出店していた[381]。
  - 店舗跡はシニア向け分譲マンション「スマートコミュニティ稲毛」の共有施設部分（クラブハウス）となっている[383]。

##### 習志野市
- 東習志野店×（習志野市東習志野7-3-1 ）
  - 1994年（平成6年）12月1日開店[384][385][386]（1994年11月という記述もある[387]） - 2017年（平成29年）2月26日閉店 [388]
  - 店舗は解体され、跡地には大規模物流施設『Landport 東習志野』が建設された[広報 38]。
- 津田沼店（習志野市津田沼1-10-30[389]）
  - 1977年（昭和52年）11月15日開店[389] - 2024年（令和6年）9月29日閉店
  - 敷地面積約6,000m2[389]、鉄骨鉄筋コンクリート造地下1階地上8階建て[389]、延べ床面積約35,800m2[389]、店舗面積約20,145m2[389]（当社店舗面積約15,350m2[389]）、駐車台数約350台[389]。
  - 店舗の跡地（津田沼12番外ビル）を所有している新京成電鉄の親会社である京成電鉄は2024年10月にイオンとの間で資本業務提携を締結。京成グループがビルを改修した上でイオンリテールがイオンモール津田沼と共に一体的に運営することを明らかにしている[390]。

##### 浦安市
- 新浦安店（浦安市明海12番地[391]）
  - 2000年（平成12年）10月19日開店[391] - 2017年（平成29年）5月28日閉店[392]
  - 2017年6月28日に食品館として場所を移転し営業を再開された[392]が、2018年4月8日に閉店[393]。
  - 鉄筋コンクリート造5階建[391]。売場面積約19,300m2[391]。
  - 2018年（平成30年）9月27日にスターツが運営する商業施設ニューコースト新浦安が開業した[394]。

##### 佐倉市
- 志津店×[要出典]（佐倉市上志津字房向台1764-5[21]）
  - 1977年（昭和52年）6月開店[16] - 1997年（平成9年）5月5日閉店[要出典]
  - 売場面積約7,748m2[21]。
  - 店舗跡は1998年ごろにOKストア志津店等が入店したが、2018年6月24日に閉店した[395]。

- 臼井店×（佐倉市染井野4-7-1[396] ）
  - 1998年（平成10年）10月23日に開店[236] - 2009年（平成21年）1月12日閉店
  - 売場面積約8,500m2[236]。
  - 店舗跡には、2010年10月13日にヤオコー佐倉染井野店を核店舗とする近隣型ショッピングセンターのザ・マーケットプレイス佐倉が開店した[396]。

##### 四街道市
- （初代）四街道店（四街道市大日字緑ケ丘429-2[21]）
  - 1977年（昭和52年）4月開店[16] - 2005年（平成17年）3月21日閉店[要出典]
  - 売場面積約5,854m2[21]。
  - 2005年3月30日、四街道都市核北土地区画整理事業地内5街区に「イトーヨーカドー四街道店（二代目）」として移転した[397]。
  - 店舗跡にはヤオコーを核店舗とするM2プラザが開業。

##### 市原市
- （初代）市原店×[要出典]（市原市五井中央西2-24-8[398]）
  - 1976年（昭和51年）6月24日開店[399][400] - 2010年（平成22年）5月9日閉店[401]
  - 敷地面積約10,559m2[399]、鉄筋コンクリート造地下1階地上6階建て塔屋1階[399]、延べ床面積約12,376m2[399]、店舗面積約16,033m2[399]（直営店舗面積約11,475m2[399]）、駐車台数約1,000台[399]。
  - JR・小湊鉄道五井駅西口から[402]北西約500mにあった[398]市原市役所跡地の市有地に開設された[402]市原ショッピングスクエアビルの核店舗として出店していた[398]。
  - 最盛期には当社の店舗の中で全国1位の売り上げを記録するなど市原市を代表する商業施設となっていたが[402]、郊外への出店が相次いで売り上げが最盛期の約3分の1へ大きく落ち込んで10年間連続赤字となったため閉店となった[401]。
  - 当店の閉店の翌年 2011年2月までに全テナントが撤退して完全に閉鎖となり[398]、同年建物を所有・管理している住友不動産など住友グループ3社が後継店舗の招致を断念した[402]。
  - 店舗跡の建物は2012年（平成24年）3月に譲渡されて市原市の所有となり、同年市原市が利活用案の公募を行った[398]。
  - アリオ市原内の（2代目）市原店は[403]、2013年（平成25年）11月28日に五井駅東口から約1kmの場所に開業した[404]。

- 八幡宿店×（市原市五所1972-1[405]）
  - 1983年（昭和58年）10月20日開店[406] - 2005年（平成17年）4月17日閉店[407]
  - 売場面積約9,315m2[408]。
  - 初めてホームセンター（ユニディ八幡宿店）を併設した店舗だった[409]。

- 姉崎店（市原市姉崎）
  - 1980年（昭和55年）4月26日開店[410] - 2025年（令和7年）2月24日閉店[411]
  - 売場面積約6,699m2[408]。

##### 柏市
- 柏店（柏市柏15[412]）
  - 1971年（昭和46年）4月1日開店[412] - 2024年（令和6年）10月27日閉店
  - 敷地面積約2,800m2[412]、鉄筋コンクリート造地下1階地上7階建て[412]、延べ床面積約17,700m2[412]、店舗面積約8,162m2[412]（当社店舗面積約6,683m2[412]）、駐車台数約53台[412]。

##### 君津市
- 君津店×[要出典]（君津市東坂田2-6-20[56]）
  - 1976年（昭和51年）4月10日開店[413] - 2006年（平成18年）1月[414]22日閉店[要出典]
  - 売場面積約5,658m2[10]。
  - 2001年（平成13年）12月、2002年（平成14年）春に閉店との方針が打ち出されたが[415]、2002年3月に営業継続に方針転換され[416]、2002年（平成14年）5月29日に新装開店した[417]。

#### 東京都

##### 23区

###### 足立区
- レディスコーナー（足立区千住2-14[418]）
  - 売場面積約66m2[418]。
- （初代）綾瀬店（足立区綾瀬3-4-8[1]）
  - 1975年（昭和50年）1月開店[2] - 1983年（昭和58年）4月閉店[25]
  - 売場面積1,684m2[1]。
  - 綾瀬3-4-25に[419]1983年（昭和58年）4月に（2代目）綾瀬店が開店した[25]（敷地面積3,748m2[419]、地下1階地上6階建て[419]、延床面積18,686m2[419]、直営店舗面積9,000m2[419]）。
- 竹の塚店×（足立区竹の塚5-17-1[420])
  - 1977年（昭和52年）6月[2][420]24日開店[要出典] - 2023年（令和5年）3月5日閉店[421]
  - 延床面積約23,556m2[420]、売場面積12,662m2[420]。
  - 店舗は解体され、跡地には2025年（令和7年）6月27日にヤマダデンキが運営する家電を中心としたコンセプトストア「Tecc LIFE SELECT 足立竹の塚店」が開業[422]。敷地内にはイオンリテールが運営するSSM業態の「イオンスタイル竹の塚」があり、同店開業の前日となる同年6月26日に先行開業した[423]。

###### 江戸川区
- （初代）小岩店（江戸川区南小岩7-23-20[1]）
  - 1963年（昭和38年）5月1日開店[424] - 1982年（昭和57年）3月閉店[要出典]
  - 売場面積約718m2[1]。
  - 小岩駅前店（売場面積約7,146m2）が1980年4月に開店し[27]、（2代目）小岩店となった。

###### 墨田区
- （初代）曳舟店×（墨田区京島1-27-3[6]）
  - 1967年（昭和42年）7月開店[2] - 2010年（平成22年）11月7日閉店[425]
  - 売場面積約2,811m2[6]。
  - 3階建ての建物に食料品や衣料・雑貨売場が配置された店舗で[425]、当社で初めて食品のマーチャンダイジングを行った店舗である[426]。
  - 2010年（平成22年）11月27日に曳舟駅前再開発事業「イーストコア曳舟」II街区に（2代目）曳舟店を開店[425]。

###### 荒川区
- ネットスーパー西日暮里店×（荒川区西日暮里6-65-1[427])
  - 2015年（平成27年）3月8日開店[広報 39] - 2023年（令和5年）10月3日閉店[428]
  - 一見するとコンビニエンスストアと見間違える程の小型店舗。これは西日暮里店がインターネット販売も兼ねており、酒類や医薬品といった一部の商品は、酒類販売業免許・薬機法などの法律では実店舗を営業した上で販売していることが要件となっており、要件を満たすためにネットスーパー専用の倉庫に併設する形で同店を運営していた[広報 40][429][430]。

###### 葛飾区
- （初代）亀有店×[要出典]（葛飾区亀有3-13-15[18]）
  - 1971年（昭和46年）6月開店[2] - 1996年（平成8年）1月7日閉店
  - 1996年（平成8年）4月18日に亀有3-26-1の「リリオ亀有」A棟の核店舗として亀有駅前店が開店した[431]。
- 金町店（葛飾区東金町1-10-8[21]）
  - 1973年（昭和48年）7月10日開店[432] - 2022年9月4日閉店[433]
  - 自動車教習所の土地に建設された地上2階建ての建物に出店した売場面積約2,400m2の店舗で、開業当初はバスで約30分の「みさと団地」からも集客していた[432]。
  - 店舗の屋上には日本初の商業施設屋上教習所の金町自動車教習所が設けられており[433]、当店閉店後も教習所は営業を続ける[広報 41]。
  - 店舗跡は東金町一丁目西地区再開発の一環で、タワマン核の複合商業施設となる予定[433]。

###### 江東区
- 南砂町店×[要出典]（江東区南砂6-7-15[21]）
  - 1977年（昭和52年）7月29日開店[434] - 2000年（平成12年）8月閉店[281]
  - 売場面積約5,854m2[21]。
  - 地下鉄南砂町駅から約500mの[435]トピレックプラザのテナントとしてオープンした[436]。
  - 2000年（平成12年）11月29日にイオン南砂店を核店舗とする「トピレックプラザ・コウトウ」が開店した[437]。

###### 品川区
- 大井店（品川区東大井5-2-3[438]）
  - 1969年（昭和44年）4月10日開店[438] - 1997年（平成9年）4月6日閉店[要出典]
  - 敷地面積約2,145m2[438]、鉄骨鉄筋コンクリート造地下1階・地上4階建て[438]、延べ床面積約6,735m2[438]、売場面積約3,960m2[438]、屋上駐車場約30台[438]。
  - 「第15かんべビル」の全館を借り切って開業した[439]
  - 1997年（平成9年）4月18日に2代目となる大井町店が近隣に開業し[440]、2代目となる大井町店の直営売場面積は約12,000m2[244]。
  - ヨークショッピングスクエア大井店として開業し[346]、売場面積4,176m2の店舗であった[441]。
  - 当社初のテナントを導入したショッピングセンター形式の店舗であり[424]、初代店舗と2代目店舗ともオーナー同一であった。[441]
  - 店舗跡は肉のハナマサ等が入居する「おおい元気館」となっている。[要出典]
- 戸越店×[要出典]（品川区戸越6-8-2[6]（6-58[442]）
  - 1967年（昭和42年）11月28日開店[442] - 2016年（平成28年）8月21日閉店[388]
  - 売場面積約2,023m2[6]。

###### 大田区
- （初代）大森店（大田区山王2-4-1[443]）
  - 1985年（昭和60年）9月14日開店[444] - 2000年（平成12年）3月閉店[281]
  - 延べ床面積約20,127m2[443]、売場面積約8,868m2[443][445]、駐車台数約75台[443]。
  - 旧：大森京成百貨店。1979年に傘下に入れ[446]、1980年（昭和55年）6月に「オーモリ京成」として新装開店し[445]、1985年（昭和60年）9月14日にイトーヨーカドー大森店に新装開店した[444]。
  - 店舗跡はオオゼキ大森店などが入居する複合商業ビル[281]。
  - （2代目）大森店（大田区大森北2-13-1、売り場面積約14,980m2）は2004年（平成16年）12月8日開店[447]。（大森海岸駅近くのアサヒビール東京工場跡地[448]）

- 蒲田店（大田区西蒲田7-61-1[7]、東京蒲田文化会館内[449]）
  - 1964年（昭和39年）4月24日開店[27] - 2004年（平成16年）2月29日閉店[要出典]
  - 1969年（昭和44年）当時は、東京蒲田文化会館内の地下1階から3階に入居していた[450]。
  - 1969年（昭和44年）5月1日に建物に隣接して野積みされていた段ボールなどの紙類で出火し、外壁の開口部から2階に延焼して3階にも広がり、2,129m2（各階1,064.5m2）のうち、1,782m2が焼失する火災が発生した[要出典]。

###### 板橋区
- （初代）大山店（板橋区大山町39[18][451]）
  - 1964年（昭和39年）7月15日開店[451] - 1994年2月閉店[452][453]
  - 鉄骨鉄筋コンクリート造地上6階建て[454]、延べ床面積3,301m2[454]、売場面積約1,675m2[6]。
  - 1979年（昭和54年）11月9日0時37分頃に1階正面レジ付近で発生して13時21分に鎮火した火災で、1階から4階までがほぼ全焼して5階も半分が焼失した[454]。この火災で、約2.413m2が焼損し、4名の負傷者が出た[455]。
  - その後は（2代目）大山店として営業していた（売場面積約1,675m2）[16]

###### 杉並区
- 食品館高井戸店（杉並区宮前2-1-16[広報 42]）
  - 2011年（平成22年）12月1日開店[広報 42] - 2017年（平成29年）3月閉店[456]
  - 売場面積約2,400m2[広報 42]
  - 環八通り沿いの住宅立地に出店していた。

##### 多摩地区
- （初代）東久留米店×（東久留米市本町339[21]）
  - 1973年（昭和48年）7月3日開店[457]- 1991年8月閉店[458]
  - 売場面積約8,341m2[21]。
  - 東久留米駅西口で実施された区画整理事業に伴って建て替えを行い、約1.5倍の規模で増床して（2代目）東久留米店が1995年（平成7年）2月1日に開店した[458]。
- 三鷹店（三鷹市下連雀3-28-20[21]中央デパート[451]）
  - 1965年（昭和40年）10月15日開店[459][451] -1995年（平成7年）2月28日閉店[452]
  - 売場面積約1,270m2[21]。

- 恋ケ窪店（国分寺市東恋ヶ窪5-6-3）
  - 1996年（平成8年）5月開店 - 2010年（平成22年）10月31日閉店[要出典]
  - 店舗跡は改装して2011年（平成23年）6月24日にドイト恋ヶ窪店として開業し[460][461]、2012年（平成24年）4月20日に再改装してドン・キホーテホームセンター恋ヶ窪店となった[462]が、2014年（平成26年）12月31日閉店。[要出典]
  - その後、恋ヶ窪ショッピングセンター(核店舗はサミット)となった[463]。

- （初代）田無店×（田無市本町4-28[464]）
  - 1966年（昭和41年）12月1日開店[464] - 1993年（平成5年）閉店[452]
  - 売場面積約1,212m2[27]。
  - 衣料品のみ扱う店舗だったが、敷地内に再開発ビル（アスタビル）を建設のため閉店。
- （2代目）田無店（西東京市田無町2-1-1）
  - 1995年（平成7年）3月10日開店[465] - 2021年（令和3年）2月14日閉店[466]
  - 田無駅北口再開発ビルの中のテナントとして営業（アスタビル西館・専門店街2階の一角に出店した[465]。同ビル東館の核店舗は開業時点では「田無西武」であった[465]（後にLIVIN田無店）。
  - 取扱商品は初代店舗同様に衣料品のみであったが、当店の閉鎖に伴い衣料品専門業態の店舗は消滅した[466]。
  - 売場面積1,270m2[466]。
  - 2021年5月1日、店舗跡にノジマ田無アスタ店が出店した[467]。[要出典]

- （初代）昭島店×（昭島市松原町1-1-1[1][468]）
  - 1973年（昭和48年）6月開店[2] - 2003年（平成15年）10月[469]17日閉店[要出典]）
  - 売場面積約8,669m2[1]。
  - 2003年（平成15年）10月29日、同市内に拝島店（昭島市松原町3-2-12）が開店[470]しており事実上の移転となる[469]。
  - 1984年（昭和59年）4月27日に昭島駅北口に開業した昭和飛行機工業のショッビングセンター「ショッパーズモール モリタウン」の核店舗として「エスパ昭島」（エスパ１号店）を出店した[471]。同店は、2012年に（2代目）イトーヨーカドー昭島店に転換[469]。

- 府中店（府中市本町1-13-1[472]）
  - 1976年（昭和51年）11月5日開店[472] - 2010年（平成22年）8月22日閉店[473]
  - 敷地面積約4,267m2[472]、地下1階地上6階建て塔屋2階[472]、延床面積約21,623m2[472]、売場面積11,325m2[472]（当社売場面積10,035m2[472]）、駐車台数約200台[472]。
  - JR府中本町駅前に出店していた[473]。
  - 府中市本町1-13-3には、ラウンドワン府中本町駅前店[広報 43]があり、1階の一部にセブン＆アイグループのセブン-イレブン府中本町北店が出店[広報 44]。

- 拝島店（昭島市松原町3-2-12[474]）
  - 2003年（平成15年）10月29日開店[474] - 2024年（令和6年）4月21日閉店[469]
  - 店舗面積約9,500m2[474]、地上4階建て[474]、駐車場台数991台[474]。
  - 2003年10月に閉店した（初代）昭島店を近隣地に新築移転、同市内にあった「エスパ昭島」（現：イトーヨーカドー昭島店）と区別するため「拝島店」へ改称した[469]。

#### 神奈川県
- 相武台店×[要出典]（座間市相武台2-112[21]）
  - 1974年（昭和49年）11月28日開店[475] - 1998年（平成10年）閉店
  - 売場面積約6,202m2[21]。
  - 座間市の相武台前駅南側に、当時としては同市内最大規模で出店していた[40]。

- 大和店（大和市大和東321[18]）
  - 1972年（昭和47年）6月開店[16] - 2002年（平成14年）7月閉店[要出典]
  - 売場面積約5,998m2[18]。
- 中央林間店（大和市下鶴間1589-1[476]）
  - 1980年（昭和55年）12月13日開店[477] - 2004年（平成16年）1月25日閉店[要出典]
  - 売場面積約7,499m2[200]。
  - 中央林間駅の東側約500mの場所に出店していたが[40]、2001年11月28日に近隣の大和オークシティへ出店している[478]。
  - 2005年（平成17年）10月5日にラプラ中央林間が開業した[479]。

- 希望ヶ丘店（横浜市旭区中希望が丘177-1[476]）
  - 1975年（昭和50年）7月2日開店[480] - 2005年（平成17年）5月15日閉店[要出典]
  - 売場面積約6,690m2[476]。
  - 店舗跡は「希望が丘K−1ショッピングセンター」として、ライフ[広報 45]、ノジマ[広報 46]、ハックドラッグ[広報 47]、ダイソー[広報 48]などが入居。

- （初代）橋本店×[要出典]（相模原市緑区橋本3丁目2-8[要出典]（旧・橋本町3-129[21]））
  - 1973年（昭和48年）6月開店[16] - 2008年（平成20年）5月18日閉店[要出典]
  - 延べ床面積約12,887m2[481]、売場面積約7,159m2[16]。
  - 橋本駅南口の日本金属工業相模原製造所跡地に開業したアリオ橋本内に、（2代目）橋本店が2010年（平成22年）9月17日に開店[482]。

- 食品館イトーヨーカドー本牧店（横浜市中区小港町2丁目100-4[483]）
  - 2008年（平成20年）11月21日開店[483] - 2016年（平成28年）7月18日閉店[349]
  - 鉄骨造地上4階建て[483]、売場面積約2,009m2[483]、駐車台数約621台[483]。
  - 店舗跡は改修の上、コーナン、三和、ノジマを核店舗とした「本牧フロント」として、2016年（平成28年）11且4日に開店[484]。

- （初代）厚木店×（厚木市中町1-13-1[476]）
  - 1975年（昭和50年）5月15日開店[48] - 2017年（平成29年）2月19日閉店[48]
  - 跡地は2棟のマンション。[要出典]
  - 厚木店第3駐車場の跡地に2019年3月27日に保育所を併設した「イトーヨーカドー食品館厚木店（現・ヨークフーズ厚木店）」（厚木市田村町1-26）に再開業した[485]。

- 秦野店×（神奈川県秦野市大秦町2-16[486]）
  - 1979年（昭和54年）11月開店[200] - 2017年（平成29年）3月5日閉店[487]
  - 地上3階建て一部4階建て[486]、店舗面積5,249m2[200]。
  - 1979年（昭和54年11月、アブアブ赤札堂秦野店の跡地に開店[487]。跡地は解体され、2020年（令和2年）3月28日にクリエイトエス・ディー秦野大秦町店が開店[488]。

- 綱島店（横浜市港北区綱島西2-8-1[489]）
  - 1982年（昭和57年）3月27日開店[490] - 2024年（令和6年）8月18日閉店[491]
  - 店舗面積約11,220m2[492]。

- 茅ヶ崎店（茅ヶ崎市新栄町11-8[493]）
  - 1979年（昭和54年）10月25日開店[494][495] - 2025年（令和7年）1月5日閉店[496]。
  - 地下1階地上6階建て[497]、延べ床面積約21,450m2[497]、売場面積約11,550m2[497]（当社売場面積約8,580m2[497]）、駐車台数約1,200台[495]。
  - カギサンビルの地下1階から地上4階に出店し、ダイクマ茅ヶ崎店と合わせた「茅ヶ崎ペアタウン」として開業した[495]。

- 藤沢店（藤沢市鵠沼石上1-10-1[498]）
  - 1974年（昭和49年）6月27日開店[499] - 2025年（令和7年）1月13日閉店[500]。
  - 地下2階地上6階建て[498]、売場面積約14,737m2[1]。

- 川崎港町店（川崎市川崎区港町62-1[501]）
  - 1998年（平成10年）7月1日開店[502] - 2025年（令和7年）1月26日閉店[503]
  - 鉄筋コンクリート造地上4階建て塔屋1階[501]、延べ床面積約43,957m2[501]、売場面積約11,500m2[502]。
  - 日鉄鋼管が開設した「ミナトマチプラザ」の核店舗として出店していた[501]。
  - 惣菜売り場でピザ・パイ・ハンバーグなどの焼き立て販売サービスを当社で初めて実施した[504]
  - 閉店後の店舗は2026年（令和8年）1月より解体に着手し、跡地には商業施設（鉄骨造2階建て、延べ床面積7,070m2、高さ15m）とマンション（鉄骨造26階建て、延べ床面積6万1,870m2、高さ90m）が建設される予定[505]。

### 中部地方

#### 山梨県
- 韮崎店（韮崎市字屋敷前1383-1[506]）
  - 1984年（昭和59年）10月3日開店[506][507] - 2004年（平成16年）8月29日閉店[508]
  - 敷地面積約4,282m2[506]、鉄筋コンクリート造地下1階・地上3階建て塔屋1階[506]、延べ床面積約15,238m2[506]、店舗面積約7,318m2[506]（直営店舗面積約4,298m2[506]）、駐車台数約400台[506]。
  - JR韮崎駅前のショッピングセンター「ルネス」の核店舗として出店し、開店当初から1992年度までは売上高約55億円から56億円を上げていたが、郊外型大型店の進出などで競争が激化して売上が低迷して閉店となった[508]。
  - 店舗の跡には2004年9月にオギノルネス店が核店舗として出店したが、売り上げが伸び悩んだため2007年8月26日に閉店となった[509]。（後に、オギノは隣接の田んぼ＆工場跡地に再開発でで誕生したライフガーデンにらさきの核テナントとして事実上の再出店をしている。）
  - 2009年3月末でショッピングセンタールネスも閉店となった[510]。
  - ルネスの土地・建物は韮崎市が買収し[511]、2010年10月から改修工事を行って[512]2011年9月に韮崎市民交流センター「ニコリ」が開館した[513]。

- 富士吉田店（富士吉田市松山331-1[514]）
  - 1975年（昭和50年）4月30日開店[515] - 2005年（平成17年）12月31日閉店[516]
  - 敷地面積約12,094m2[514]、鉄骨鉄筋コンクリート造地下1階・地上6階建て塔屋1階[514]、延べ床面積約19,052m2[514]、店舗面積約11,228m2[514]（直営店舗面積約8,148m2[514]）、駐車台数約630台[506]。
  - 当店閉店後に、ビルの所有者である富士急行グループの富士急百貨店がテナント32店舗のうち23店舗を引き継ぐと共に新たにテナントを追加で入居させ、48店舗で構成される大規模核店舗のない複合商業施設Q-STAとして2006年（平成18年）3月31日に新装開店した[516]。

#### 新潟県

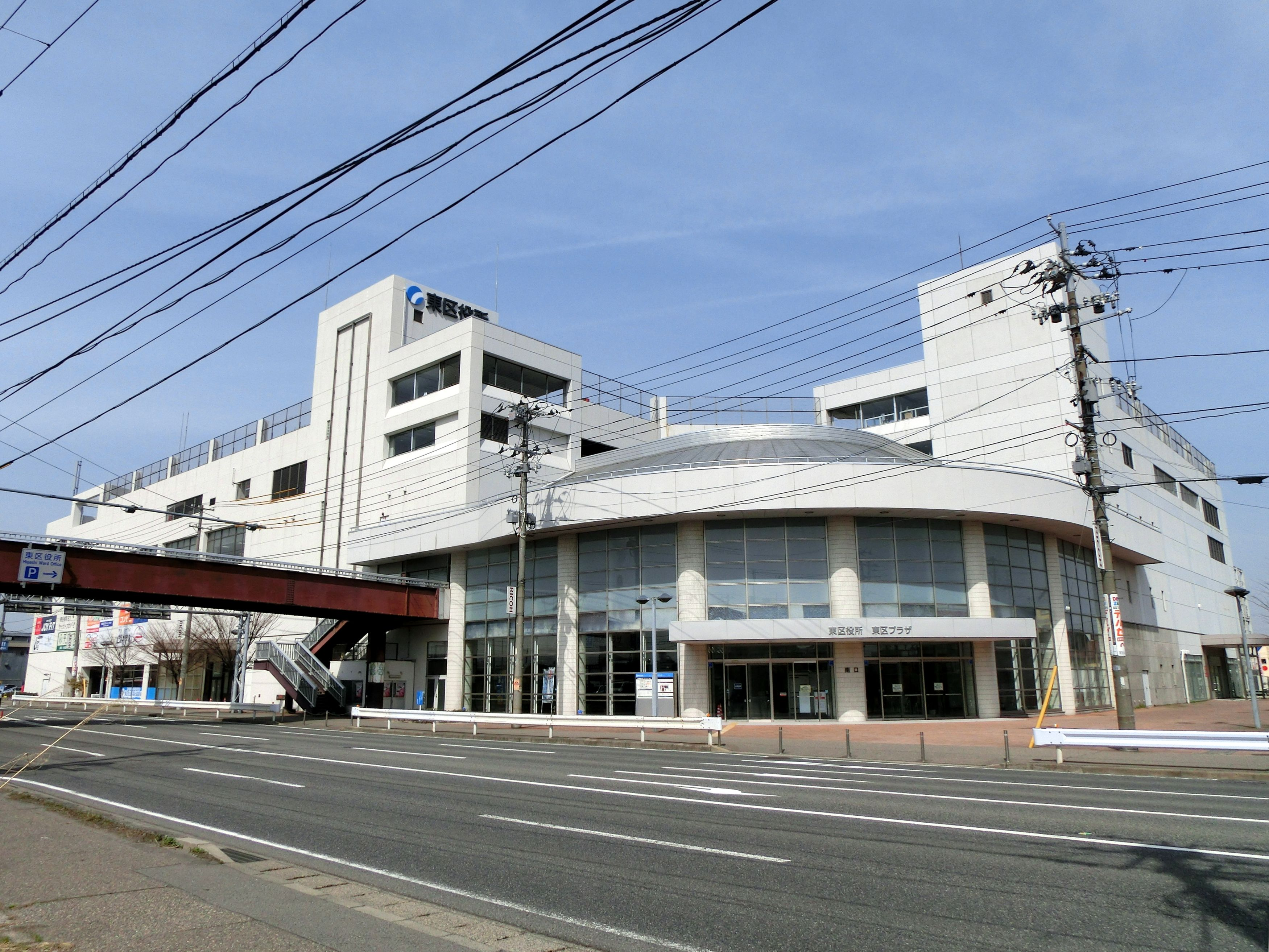
東区役所として転用された新潟木戸店の建物

- 新潟木戸店（新潟市東区下木戸1丁目4-1[517]）
  - 1993年（平成5年）11月2日開店[518] - 2007年（平成19年）2月[519]25日閉店
  - 地下1階・地上4階建てで地下1階から地上3階に約14,679m2の売り場があり、4階と屋上は駐車場という店舗だった[519]。
  - 敷地面積は約15,000m2に約400台を収容する駐車場を併設する延べ床面積は約32,200m2の建物で[517]、土地・建物を新潟市が東区役所として使用するために購入して[517]、2011年9月20日新潟市東区役所が移転・開所した。[要出典][広報 49]

- 直江津店（上越市西本町3丁目8-8[520]）
  - 1987年（昭和62年）6月11日開店[520][521] - 2019年（令和元年）5月12日閉店[522]）
  - 敷地面積約18,704m2[520]、鉄筋コンクリート造3階建て塔屋2階[520]、延べ床面積約27,353m2[520]、売場面積約11,433m2[520]（当社売場面積約6,000m2[520]）、駐車台数約600台[520]。
  - イトーヨーカドー丸大新潟店は新潟県内で唯一営業を継続[522]。
  - 店舗跡は核テナントとして、ピアレマートおよび無印良品が入居している（詳細はエルマールを参照）。[要出典][広報 50]

#### 長野県
- 岡谷店（岡谷市中央町1-1[523]）
  - 1984年（昭和59年）3月20日開店[524] - 2001年（平成13年）7月8日閉店[525]
  - 売場面積約8,330m2[526]（当社売場面積約5,008m2[526]）。
  - 駅前市街地再開発事業により完成したララ・オカヤの2階と3階に出店していた[527]。1階には地権者である諏訪バスと同じアルピコグループの食品スーパーのアップルランド（現デリシア）が入居していた[527]。
  - 当店閉店後もアップルランドは営業を続けたが[527]、当店退店後の後に入居した衣料品店や100円ショップなども販売不振で撤退するほど集客力が低下したため閉店となり[527]、2004年6月にララ・オカヤの大半を岡谷市が取得する補正予算が可決成立して市の所有になった[527]。
  - 2021年度をめどに解体予定であったが、2022年現在も建物は現存している[528]。

- 塩尻店（塩尻市大門一番町7-1[529]）
  - 1993年（平成5年）4月21日開店[529] - 2010年（平成22年）2月21日閉店[530]
  - 塩尻市の大門商店街の一角にある[531]市街地再開発事業で建てられたビルに出店。[要出典]
  - 同じビル内に出店していたスーパーのアップルランドは当店の閉店後も営業を継続している[530]。
  - また、店舗跡の土地建物の約70%を塩尻市が取得して改装し、2010年6月下旬から｢ウィングロード｣として開業した[532]。

- （初代）上田店×[要出典]（上田市天神1丁目1894-1[533]）
  - 1977年（昭和52年）3月3日開店[534] - 2011年（平成23年）4月10日閉店[535]
  - 延べ床面積約13,492m2[1]、売場面積約8,609m2[16]。
  - JR上田駅お城口前に出店していたが[536]、上田駅北西側の上田市天神にある日本たばこ産業跡地に大型商業施設「アリオ上田」に[536]（2代目）上田店を2011年（平成23年）4月21日に開店する[535]のに伴い閉店することになった[536]。

- 長野店（長野県長野市権堂町2201[537]）
  - 1978年（昭和53年）6月20日[377] - 2020年（令和2年）6月7日閉店[538]
  - 売場面積約11,220m2。

- 南松本店（松本市南松本高宮中1-20[539]）
  - 1998年（平成10年）10月15日開店[539] - 2025年（令和7年）1月13日閉店[540]
  - 店舗面積約12,341m2[539]。

#### 静岡県
- 浜松駅前店（浜松市千歳町145-26[541](現:中央区) ）
  - 1987年（昭和62年）7月2日開店[541][542] - 2007年（平成19年）1月14日閉店[543]
  - 敷地面積約6,200m2[541]、鉄筋コンクリート造地下1階地上6階建て[541]、延べ床面積約31,300m2[541]、店舗面積約16,200m2[541]（当社店舗面積約12,432m2[541]）、駐車台数約700台[541]。
  - 「かじ町プラザ」の核店舗として売り場面積は約16,700m2で出店していたが、郊外へ相次いで競合する大型店が出店したことなどで売り上げが伸び悩んだことから閉鎖になった[544]。

- 浜松宮竹店×（浜松市東区(現:中央区) 上西町1020-1[545]）
  - 2000年（平成12年）11月30日開店[545] - 2015年（平成27年）1月18日閉店[546]
  - 売場面積約18,360m2（開店時）[545]→約22,000m2（閉店時）[547][548]。
  - 浜松市内の郊外型店の草分けで[548]、旧東棉紡績浜松工場跡地に整備された「浜松プラザ」の核店舗として出店していた[547]。
  - 最盛期の2003年（平成15年）度には売上高100億円強を上げたが[549]、近隣に2005年6月24日に開業のイオン浜松市野ショッピングセンター[550]（現・イオンモール浜松市野）など商圏内への競合店の進出が相次いで売り上げが低迷したことから閉鎖になった[548]。
  - 建物は2015年（平成27年）10月に解体され[551]、跡地にはコストコ浜松倉庫店が2017年9月に開店。[要出典]

- 富士店×（富士市富士町1-1[552]（旧・上横割194-2[553]））
  - 1976年（昭和51年）4月11日開店[553] - 2010年（平成22年）1月11日閉店[554]
  - 売場面積約9,600m2[553]。
  - JR富士駅北口の[552]JA富士市が所有する[554]徳益農協ビルに出店していた[553]。
  - 店舗の跡地は2013年6月中旬に東祥が定期借地権契約を締結し[552]、2014年8月1日に「ホリデイスポーツクラブ富士」が開業した[555]。

- 沼津店×（沼津市高島本町1-5[556]）
  - 1978年（昭和53年）7月13日開店[556] - 2021年（令和3年）8月22日閉店[557]
  - イシバシプラザの核テナントとして出店していたが、建物の老朽化や近隣の商環境の変化等を理由に閉店[557]。イシバシプラザは解体された[558]。

#### 愛知県
- 小牧店（小牧市小牧3丁目555[559]）
  - 1995年（平成7年）9月21日開店[559] - 2007年（平成19年）9月2日閉店[560]
  - 名鉄小牧線小牧駅の西側に市街地再開発事業で建てられた地下2階・地上5階建て延べ床面積約49,000m2の「ラピオ」のうち約15,940m2を約55億円で取得し、その核店舗として1階から4階の約8,243m2の店舗を出店していた[561]。
  - 近隣にあるアピタ小牧店（現：MEGAドン・キホーテ）やイオン小牧店との競合もあり、食品以外が苦戦して売り上げが伸び悩み、最盛期の1996年度に約76億円だった売上がその約60%に落ち込んだことなどから閉店となった[561]。当店の閉店時まで残っていた約40店の専門店の多くは引き続いて営業することになった[560]。
  - 店舗跡には2007年11月8日に平和堂東海が愛知県内初出店となる「アル・プラザ小牧」を新たな核店舗として出店した[562]。平和堂もその後撤退し[563]、現在は小牧市に本社のある食品スーパー「三河屋」が入居している[564]。

- 鳴海店（愛知県名古屋市緑区浦里3丁目232）
  - 1997年（平成9年）9月13日開店[565] - 2010年（平成22年）10月17日閉鎖[566]
  - 地上3階建てで1階と2階が店舗のあるフロアとなっており[567]、1階が食料品売り場で2階が衣料品などの売り場となっていた[565]。
  - 店舗跡には2011年（平成23年）3月16日に平和堂を食品の核店舗とするなるぱーくが開店した[567]。

- 豊橋店（愛知県豊橋市藤沢町141[568][569]）
  - 1978年（昭和53年）10月5日開店[568][570] - 2017年（平成29年）1月9日閉店[571]
  - 敷地面積約58,342.70m2[572]、鉄筋コンクリート造地上2階建て塔屋1階[568]、延べ床面積約18,801m2[568]、店舗面積約7,371m2[568] → 約7,643m2[569]（直営店舗面積約4,726m2[568] → 約4,950m2[569]）、駐車台数約1,500台[568][569]。
  - 売場面積17,130m2。
  - 愛知県内1号店であり、ホリデイ・スクエアの商業施設部分の核店舗であった[573]。
  - 店舗跡には2017年10月13日にMEGAドン・キホーテ豊橋店が開店した[574]。

- 犬山店 (愛知県犬山市天神町1丁目1[575]）
  - 1988年（昭和63年）6月30日開店[576] - 2017年（平成29年）2月26日閉店[577]
  - 店舗面積約14,648m2[575]（直営店舗面積約6,000m2[575]）、駐車台数約1,200台[575]。
  - 犬山キャスタのテナントだったが建物の老朽化などを理由に閉店。[要出典]後継としてヨシヅヤが出店した[578]。

- 刈谷店（愛知県刈谷市高倉町2-50[579]）
  - 1979年（昭和54年）11月21日開店[580] - 2021年（令和3年）9月5日閉店
  - 敷地面積約7,715m2[579]、鉄骨鉄筋コンクリート造地下1階地上2階建て塔屋1階[579]、延べ床面積約15,737m2[579]、店舗面積約10,281m2[579]（直営店舗面積約5,575m2[581]）、駐車台数約1,300台[581]。
  - エルシティ刈谷の核店舗[580]。
  - 建物はバローによってルビットタウン刈谷としてリニューアルし、2022年（令和4年）4月15日にオープン[582]。

#### 岐阜県
- 各務原店 (岐阜県各務原市蘇原青雲町4-1[581]）
  - 1981年（昭和56年）3月6日開店[581] - 2011年（平成23年）1月16日閉店[583]
  - 敷地面積約34,000m2[581]、鉄筋コンクリート造地上2階建て[579]、延べ床面積約16,400m2[581]、店舗面積約8,849m2[579]（直営店舗面積約6,400m2[579]）、駐車台数約900台[579]。
  - 当社の岐阜県下1号店として開業し、最盛期の週末などには郡上市や飛騨地域からも集客して年間約350万人の来店客を集めたが、施設の老朽化と土地・建物の賃借契約の期間が満了したため閉店となった[583]。
  - 店舗跡には2011年11月24日にバロー各務原中央店、バローホームセンター各務原中央店が開店した[584]。

### 近畿地方

#### 京都府
- 六地蔵店×[要出典]（京都府宇治市六地蔵奈良町67-1[585]）
  - 1998年（平成10年）2月20日開店[585] - 2017年（平成29年）2月19日閉店[586]
  - 敷地面積約13,241m2[585]、延べ床面積約55,550m2[585]、店舗面積約13,000m2[585]（直営店舗面積約10,400m2[585]）、駐車台数約1,220台[585]。
  - 敷地の大半は宇治市に属しているが、店舗面積の大半は京都市に属していた[587]。
  - 地下1階から地上2階までが店舗で、3階から6階と屋上が駐車場となっていた[585]。JR奈良線六地蔵駅から約100m、京阪宇治線六地蔵駅から約500mの場所に出店していた[585]。
  - 京都府唯一の店舗であった。
  - 跡地はマンションを建設[広報 51]。

#### 大阪府
- 堺店×（大阪府堺市堺区戎島町2丁62-7[588]）
  - 1986年（昭和61年）9月25日開店[589][590] - 2011年（平成23年）2月13日閉店[588]
  - 敷地面積約14,400m2[589]、鉄筋コンクリート造地下1階地上5階一部6階建て塔屋付[589]、延べ床面積約38,900m2[589]、店舗面積約18,135m2[589]（当社店舗面積約11,700m2[589]）、駐車台数約500台[589]。
  - 南海堺駅前に出店しており[588]、東口から約200mにあった[591]。
  - 1986年に関西一号店として開店、当初は大阪、奈良、京都などからの集客もあった[要出典]。
  - 同市内への2004年（平成16年）4月22日にJR阪和線津久野駅西約500mのところにイトーヨーカドー津久野店が開業し[592]、同年10月28日にダイヤモンドシティ・プラウ（現：イオンモール堺北花田）が開業[593]、さらに2008年（平成20年）3月31日にイトーヨーカドーを核店舗とするアリオ鳳店が開業したほか[594]、自社を含む競合する大型店が相次いで出店したことから閉店となった。
  - 店舗跡には2014年（平成26年）3月14日にライフ堺駅前店が開店した[591]。

- 東大阪店×[要出典]（東大阪市吉田下島1-1[595]）
  - 2000年（平成12年）11月29日開店[596] - 2019年（平成31年）2月17日閉店[597]
  - 敷地面積は32,481m2[596]、4階建て・延べ床面積は62,692m2[596]、直営店舗面積約11,200m2[596]。駐車台数約1500台[596]。
  - 朝日ナショナル照明の工場の跡地に建つ東大阪花園ショッピングセンター（平和不動産所有）の核店舗。[要出典]
  - 跡地はSGリアルティによって物流施設を建設された[広報 52]。

#### 兵庫県
- 広畑店（兵庫県姫路市広畑区夢前町1-1[598]）
  - 2000年（平成12年）3月1日開店[598] - 2017年（平成29年）3月26日閉店[599]
  - 店舗面積約20,554m2[598]
  - 店舗跡には2018年（平成30年）2月16日にMEGAドン・キホーテ姫路広畑店が開店した[600]

#### 奈良県
- 奈良店（奈良県奈良市二条大路南1-3-1[601]）
  - 2003年（平成15年）7月10日開店[602] - 2017年（平成29年）9月10日閉店[603]
  - 敷地面積約41,516.47m2[604]、鉄筋コンクリート造地下1階地上7階建て[604]、延べ床面積約75,507.01m2[604]、店舗面積約35,000m2[601]。
  - 奈良県唯一の店舗で、関西6店舗目として、奈良そごう跡地に開業[602]。長屋王の邸宅の跡地に立地していた[605]。
  - 閉店後は東京都に本社を置く商業コンサルタント会社「やまき」に土地と建物を売却し、同社の運営により、2018年4月24日に観光型複合商業施設「ミ・ナーラ」としてグランドオープンし、奈良をテーマにしたテーマパークやアミューズメント施設とし「ROUND1」がオープンする[606]。

### 中国地方

#### 岡山県
- 岡山店×（岡山市北区下石井2-10-2[145]）
  - 1998年（平成10年）11月6日開店[607] - 2017年（平成29年）2月28日閉店[608]
  - 地下1階地上4階建て[607]、店舗面積約15,700m2[609]（直営店舗面積約13,500m2[607]）、駐車台数約1,350台[607]。開業時のテナント数26店[607]。
  - JT岡山工場跡地に建設された「ジョイフルタウン岡山」の核店舗として出店した[610]。
  - 中国地方における第一号店だったが、都市型モールのイオンモール岡山開業の影響で業績が低迷したため閉店となり[611]、この岡山店の閉店で岡山県の店舗は完全撤退した。
  - 跡地には2022年（令和4年）9月23日に杜の街グレースが開業[612]。

### 日本国外

#### 中華人民共和国
- 望京店 (北京市朝陽区)
  - 2006年 (平成18年) 4月開店[広報 53] - 2014年 (平成26年) 4月28日閉店[613]

- 北苑店 (北京市朝陽区)
  - 2009年 (平成21年) 9月25日開店[614] - 2014年 (平成26年) 10月31日閉店[614]

- 西直門店 (北京市城西区西直门外大街112-1[615])
  - 2005年 (平成17年) 4月開店[616] - 2014年 (平成26年) 11月30日閉店[617]
  - 売場面積約19,000m2[617]。
  - 地下鉄4号線動物園駅の近隣に出店していた[617]。

- 右安門店 (北京市西城区)
  - 2007年 (平成19年) 9月28日開店[618]、2015年 (平成27年) 4月1日閉店[618]

- 大興店 (北京市大興区康圧路)
  - 2005年 (平成17年) 1月開店[広報 54] - 2017年 (平成29年) 7月1日閉店[619]

- 十里堡店→新十里堡店 (北京市朝陽区十里堡[620])
  - 1998年 (平成10年) 4月28日開店[620][621][622] - 2016年 (平成28年) 10月31日閉店[623]
  - 地下1階・地上4階[620][621]、延べ床面積約24,764m2（開店時）[620]、売場面積約14,241m2（開店時）[624]、駐車台数約330台[624]
  - 北京の中心部から東へ約9㎞の郊外住宅地に出店していた[622]。
  - 衣食住を取りそろえた総合スーパーで、ゲームセンターやファーストフードなども併設していた[621][624]。

- 春熙店 (四川省成都市錦江区)
  - 1997年 (平成9年) 11月21日開店[625][626] - 2022年 (令和4年) 12月31日閉店[627]
  - 地下1階・地上4階建て[626]、売場面積約9,000m2（開店時）[625][626]
  - 中華人民共和国においての1号店であった[628]。

## 実現しなかった店舗
- 旭川市8条通1丁目[629]
  - 西武百貨店・ダイエー・東急百貨店などと競合して西武系の緑屋が出店することになり[629]、1979年（昭和54年）9月15日に「ams旭川緑屋ショッピングセンター」が開店した[630]。

- 山形店（山形県山形市清住町2丁目[631]）
  - 日本たばこ産業山形工場の跡地に建設される予定だったジョイフルタウン山形の核店舗として売場面積約15,000m2で1999年（平成11年）11月の開業を目指していたが[631]、山形市内の商店街の反対などもあり1999年（平成11年）に出店撤回をJTに申し入れ[632]、当社に代わる核店舗の確保が困難としてJT側も建設を断念した[633]。

- 福島駅前・福ビル（福島県福島市[634]）
  - 福島駅前通りの十字路角の警察署跡地に1927年 (昭和2年) 10月10日に開業した「福島ビルディング」（鉄筋コンクリート造り20間四方のビル）[635]を買収して出店を目指したが、エンドーチェーンが取得して出店することになったため、実現しなかった[634]。

- 川越駅東口（川越市）
  - 川越駅東口再開発事業の核店舗としての出店を目指していたが1979年（昭和54年）5月に丸広百貨店が選定され[636]、1990年（平成2年）5月16日に「アトレマルヒロ」が開業した[637]。

- すすきの新店舗  (札幌市中央区)
  - 旧店舗が入居していたススキノラフィラ跡地に建つ商業ビルCOCONO SUSUKINOの地下1階から地下2階にかけて再出店する予定であった[638]が、同社が三大都市圏を軸にしていくという経営方針へ転換したため[639]、資本・業務提携をしているダイイチが出店することになった[640]。

- 梅田ショッピングセンター（東京都足立区梅田6-9-38[641]）
  - 地下1階地上2階建て[641]、延べ床面積約16,724m2[641]、店舗面積約11,585m2[641]。
  - 千住プライウッドベニヤ工場跡地への出店計画[641]。

- 新大阪店（大阪市淀川区三国本町1-108[642]）
  - 鉄筋コンクリート造地下1階地上2階建て[642]、店舗面積約19,828m2[642]。
  - 阪急宝塚線三国駅から十三駅よりに約700mほどの場所にあった日本タイプライター工場跡地への出店計画[642]。
- アリオ天美店 (大阪府松原市天美東3-500)
  - セブンパークアリオ天美[注釈 2]の核テナントとして2017年 (平成27年) 開業予定であったが[643]、施設の開業が2021年 (令和3年) に延期された上に核テナントもライフに変更された[644]。イトーヨーカ堂としては2階の文房具・スクール用品を取り扱う「トイロスクール天美店」としての出店のみに留まった[645]。